# Club Balonmano Ciudad Real
Cet article traite du club ayant existé sous le nom BM Atlético de Madrid entre 2011 et 2013. Ne pas confondre avec le Club Atlético de Madrid, club ayant existé entre 1949 et 1994.
Maillots
Dernière mise à jour : 5 février 2025.
Le Club Balonmano Ciudad Real était un club espagnol de handball, basé à Ciudad Real puis à Madrid sous le nom d'Atlético de Madrid. Il était l'un des plus grands clubs masculins de handball des années 2000, remportant cinq coupes d'Europe sur neuf finales disputées (trois Ligues des champions en 2006, 2008, 2009 et deux Coupes des coupes en 2002, 2003), deux Supercoupes d'Europe et trois Coupes du monde des clubs. Sur la scène nationale, dans le premier ou deuxième championnat le plus relevé du monde, le club a remporté dix-neuf titres : cinq championnats, cinq Coupes du Roi, cinq Coupes ASOBAL et quatre Supercoupes d'Espagne.
Fondé en 1983 dans la ville de Ciudad Real sous le nom de Agrupación Deportiva Cultural Caserío Vigón, le club devient Club Balonmano Ciudad Real en 1993 puis est transféré à Madrid en 2011 et porte alors le nom de Club Balonmano Atlético de Madrid. Cet important changement ne permet cependant pas au club de mettre fin aux difficultés financières qui se sont accumulées et le 9 juillet 2013, le club est contraint de déposer le bilan et d'annoncer sa disparition.
| \| Madrid Ciudad Real \| Localisations du club : Ciudad Real entre 1983 · et 2011 puis Madrid entre 2011 et 2013. |
| Madrid Ciudad Real                                                                                                |

## Histoire

### De 1983 à 1992: progression rapide vers l'élite

Logo de l'ADC Caserio Vigón (1983-1993).

En 1981, l'école du Colegio Nuestra Señora del Prado à Ciudad Real, dirigée par les marianistes, cherche de l'aide pour développer une activité sportive : la société Espumosos Vigón, fournisseur en vins et spiritueux, sponsorise l'équipe de handball de l'école, le Club Balonmano Prado,. Puis, le 2 juillet 1983, est créé l'Agrupación Deportiva Cultural Caserío Vigón, fondant de manière officielle l'histoire du club. Le club évolue d'abord en championnat régional de la Castille-La Manche puis progresse très rapidement puisqu'il est promu chaque saison entre 1984 et 1988, année où le club accède à la División de Honor B, le deuxième niveau du handball en Espagne. Cette même année 1988 est marquée par la première recrue importante du club avec Rafael López de León (es), un ancien international espagnol qui termine sa carrière au Caserío Vigón avant d'en devenir entraîneur. Après quatre saisons dans l'antichambre de l'élite, le club accède à la Liga ASOBAL en 1992.

### De 1992 à 2000: découverte du haut niveau

Logo du Club Balonmano Ciudad Real (période inconnue).

Cette saison 1992–93 (en) n'est pas une sinécure puisque le club termine bon dernier avec une victoire et un match nul en 28 matchs. Toutefois, l'ADC Caserío Vigón est finalement maintenu, profitant des difficultés financières de plusieurs clubs dont le SDC San Antonio qui est relégué en Primera División Nacional (D3).
Le 14 juin 1993 est créé un autre club à Ciudad Real, l'Agrupación Deportiva Cultural Ciudad Real, qui rachète la licence sportive de l'ADC Caserío Vigón et se dote d'une nouvelle structure avec Felipe Caballero comme président. Grâce notamment à l'arrivée de l'ukrainien Sergueï Bebechko, champion olympique en 1992, les saisons suivantes en Liga ASOBAL sont de meilleure facture puisque le club termine successivement 10e, 9e et enfin 12e en 1996. À l'issue de la saison, Ciudad Real est l'une des deux villes qui accueille dans le Pabellón Santa María le Championnat d'Europe de handball 1996, dont la demi-finale qui voit l'Espagne s'imposer face à la RF Yougoslavie. Cet évènement crée ainsi un engouement pour le handball dans la province qui va profiter au club avec notamment l'arrivée de plusieurs joueurs à l'intersaison, tels que Mikel Rekondo (es), Miladin Ostojić ou Samuel Trives, puis d'un nouveau sponsor, Queso García Baquero, qui apporte de nouveaux moyens financiers au club. Toutefois, la concurrence est rude sur le plan national face au club historique du FC Barcelone et au SDC San Antonio, de retour dans l'élite : le Barça remporte ainsi cinq Ligues des champions consécutives entre 1996 et 2000 avant d'être battus en finale en 2001 par... San Antonio.
Le club progresse malgré tout dans le classement en championnat avec une 8e place puis une 6e place obtenue en 1998 grâce notamment au gardien de but international espagnol Jordi Núñez arrivé au début de la saison. Ce classement est synonyme de qualification la saison suivante à une coupe d'Europe: la Coupe des Villes. Cette première apparition sur la scène continentale est une réussite puisque les coéquipiers du pivot russe Oleg Grebnev, nouvelle recrue du club, atteignent la finale de la compétition : face au club allemand du SG Flensburg-Handewitt, le club réalise un très bon match nul 27 à 27 lors du match aller en Allemagne mais s'incline lourdement 21 à 26 lors du match retour à domicile (9 à 16 à la mi-temps) et doit donc laisser le titre à son adversaire. En championnat, le club continue sa progression, terminant cette saison 1998-99 à un 4e rang synonyme de qualification pour la Coupe de l'EHF, compétition plus élevée que la Coupe des Villes dans la hiérarchie des coupes d'Europe.

### De 1999 à 2005: émergence d'un grand club

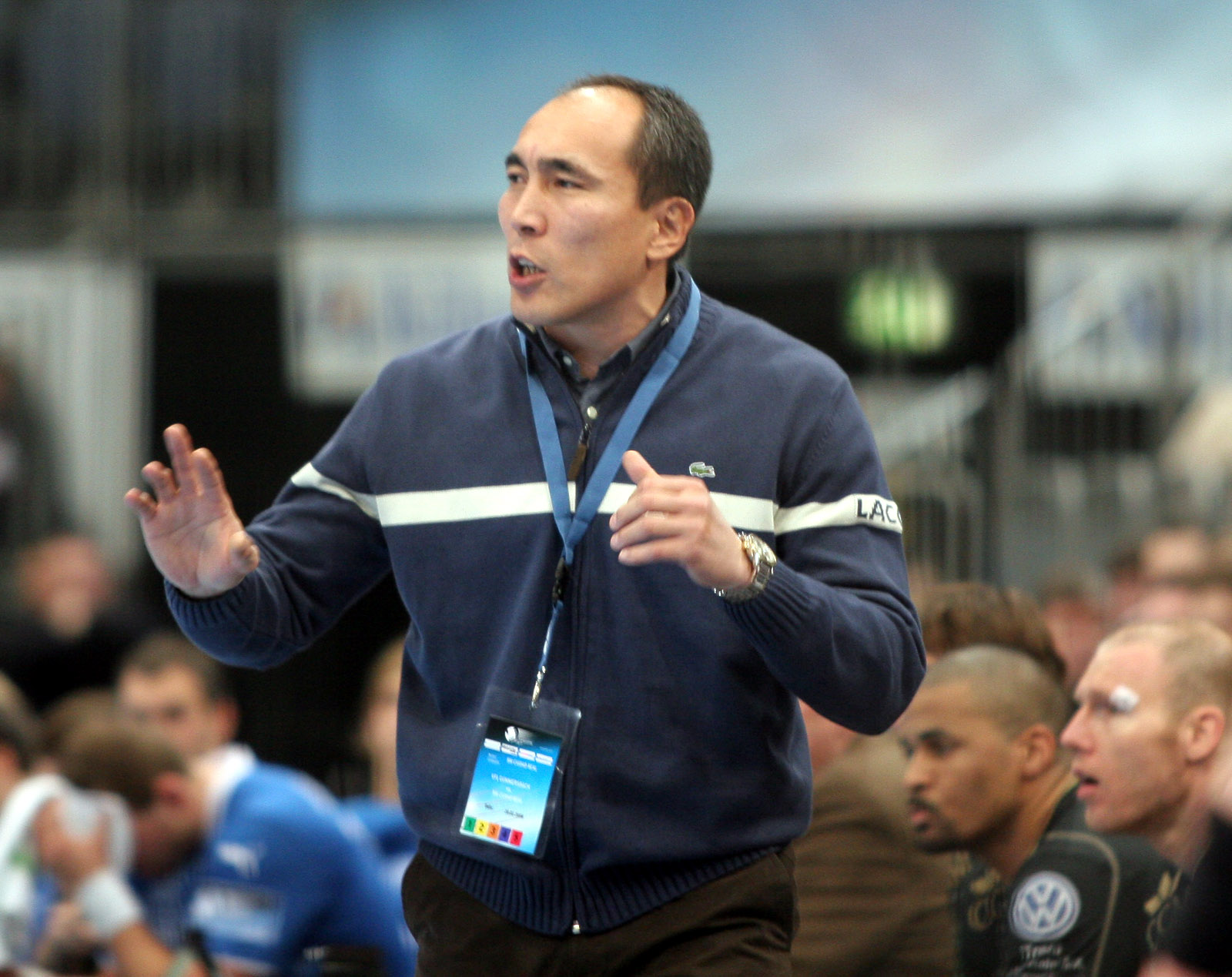
Talant Dujshebaev, joueur de 2001 à 2005 puis entraîneur de 2005 à 2013.

En 1999, Domingo Díaz de Mera Lozano (es), un homme d'affaires né à Ciudad Real et ayant fait fortune dans l'immobilier et la communication, prend la direction du club et va en faire l'un des meilleurs clubs espagnols et européens. Le nouveau mécène repense ainsi les structures, tant au niveau organisationnel que sportif, et engage de nouveaux membres, tant au niveau administratif que sportif.
Néanmoins, la saison 1999-2000 est de moins bonne facture puisque le club est éliminé en quart de finale de la Coupe de l'EHF par le club croate du RK Metković, futur vainqueur de la compétition et seul club à être parvenu à briser l'hégémonie du RK Zagreb en Croatie. Sur la scène nationale, Ciudad Real termine le championnat à la 7e place et, comme les saisons précédentes, ne parvient pas à dépasser le stade des quarts de finale en Coupe du Roi, si bien que le club n'obtient pas de nouvelle qualification européenne pour la saison suivante.
Les ambitions du club sont ensuite illustrées par l'arrivée au poste d'entraîneur en 2000 de Veselin Vujović, meilleur handballeur mondial de l'année en 1988, et de l'un des meilleurs pivots du moment, le Cubain Rolando Uríos en mai 2001. Puis à l'intersaison 2001, grâce à l'aide financière de diverses institutions publiques et d'entreprises privées de la ville, le club recrute entre autres la star mondiale Talant Dujshebaev, premier joueur à être élu à deux reprises meilleur handballeur mondial de l'année, l'arrière gauche russe Sergueï Pogorelov (champion d'Europe en 1996, du monde en 1997 et olympique en 2000), l'ailier droit danois Christian Hjermind ou encore l'espoir espagnol Iker Romero, champion d'Espagne en titre avec Ademar León.
Si cette saison 2000-2001 est ponctuée d'une cinquième place en championnat, la quatrième place à mi-saison a permis au club de participer pour la première de son histoire à la Coupe ASOBAL, toutefois terminée dès le stade des demi-finales. De plus, la saison se termine par la Coupe du Roi organisée à Ciudad Real. Le club ne loupe pas le coche et atteint là aussi pour la première de son histoire la finale de la compétition mais est défait 20 à 22 par le SDC San Antonio. Le club de Pampelune ayant également remporté la Ligue de champions, il obtient sa qualification pour l'édition suivante et Ciudad Real récupère la place qualificative pour la Coupe d'Europe des vainqueurs de coupe.
Dans cette compétition, Ciudad Real élimine en quart de finale le Montpellier Handball, qui remportera la saison suivante la Ligue des champions (défaite 25 à 27 en France et victoire 26 à 21 à domicile), puis en demi-finale le Partizan Belgrade (défaite 19 à 20 en Yougoslavie et victoire 29 à 25 à domicile). Le club retrouve alors en finale le tenant du titre, le SG Flensburg-Handewitt, qui les avait battu lors de la Coupe des Villes 1999. Lors de la finale aller, remportée 31 à 22 à domicile, de nombreuses violences et altercations ont lieu au point que Vujović et Urios sont suspendus pour la finale retour et surtout de toute compétition internationale pour respectivement deux ans et onze mois par l'EHF. Malgré ces absences (Vujović communiquant par téléphone depuis son hôtel), un début de match difficile (0-5) et la disqualification de Pogorelov en milieu de première période, Ciudad Real parvient à préserver son avance de 9 buts, ne s'inclinant finalement que de 5 buts (27 à 32) : la Coupe d'Europe des vainqueurs de coupe est ainsi le premier trophée remporté par Ciudad Real. Sur la scène nationale, le club termine à nouveau à la 4e place en championnat et s'incline pour la deuxième année consécutive en finale de la Coupe du Roi face au Caja España Ademar sur le score de 28 à 31. L'effectif du club comportait notamment les joueurs suivants,, : Jordi Núñez et José Ignacio Lubián (gardiens de buts), Francisco Chirosa, Talant Dujshebaev, Javier Fernández López, Julio Fis (jusqu'en octobre), Ian Marko Fog (de) (à partir de novembre), Oleg Grebnev, Christian Hjermind, Julio Muñoz Ramos, Mariano Ortega, José Luis Pérez Canca, Sergueï Pogorelov, Iker Romero, Samuel Trives, Santiago Urdiales, Rolando Uríos, Henning Wiechers (de) ; Veselin Vujović et Jesús Rivilla García (entraîneurs)

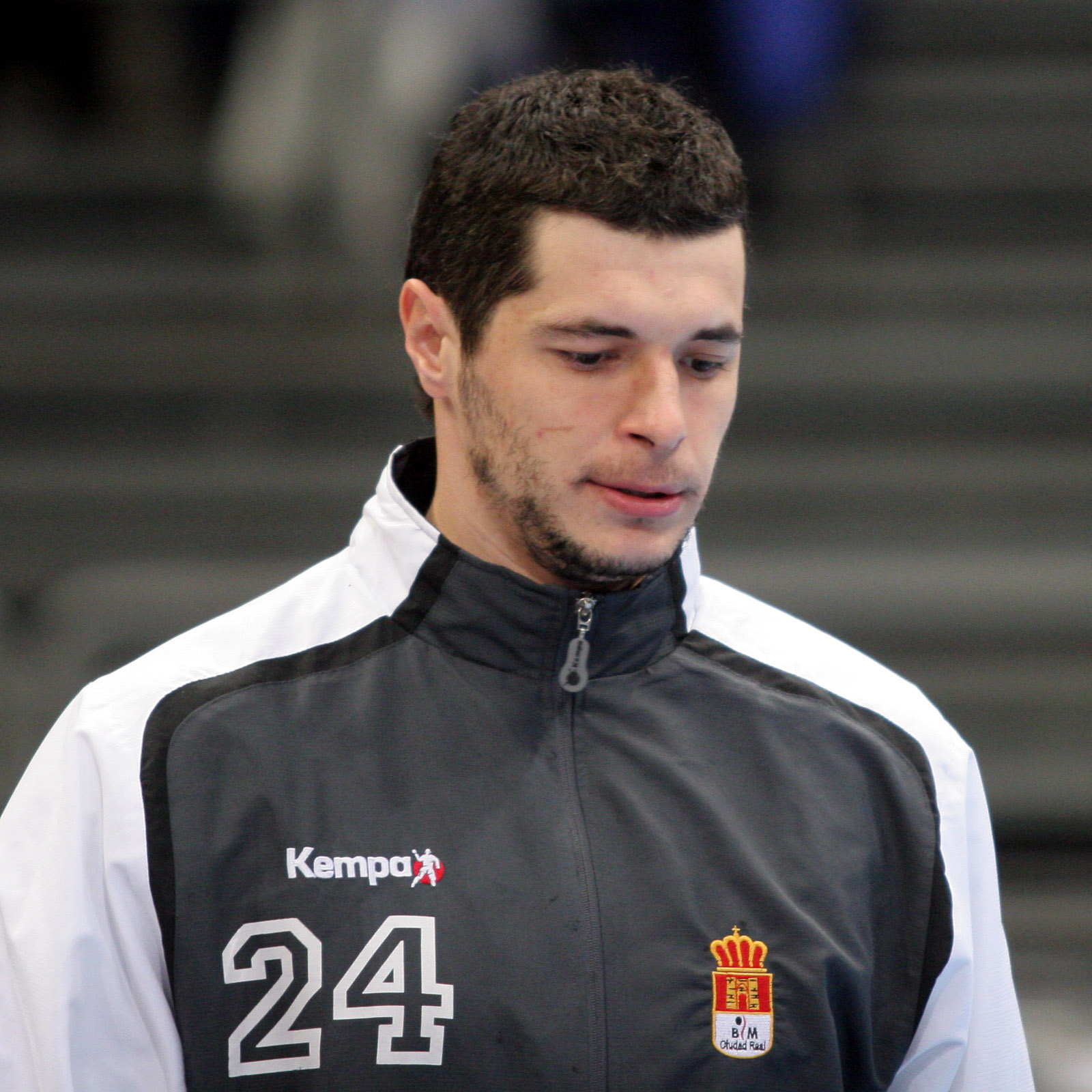
Alberto Entrerríos, arrière gauche, au club de 2002 à 2012.

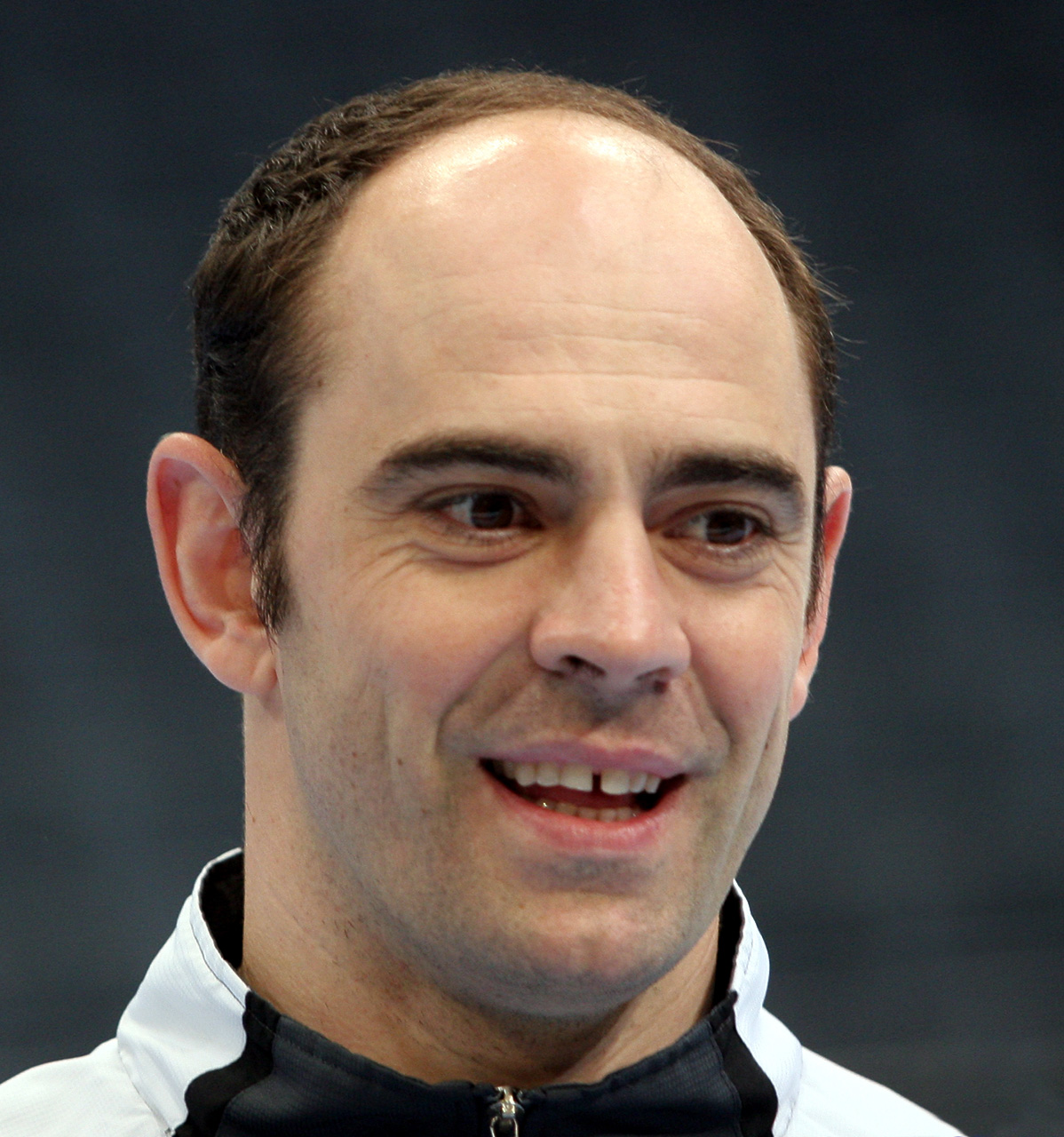
José Javier Hombrados, gardien de but, au club de 2002 à 2013.

C'est alors Juan de Dios Román, ancien sélectionneur de l'équipe nationale espagnole, qui est prend le relai de Vujović. Malgré cet important changement, la saison 2002-2003 est celle de la confirmation. Renforcés par l'arrivée de l'arrière espagnol Alberto Entrerríos, du gardien espagnol José Javier Hombrados, de l'ailier suédois Jonas Källman, du pivot espagnol Carlos Prieto et du demi-centre égyptien Hussein Zaky, le club remporte son premier trophée national avec la victoire 34 à 31 face au FC Barcelone en Coupe du Roi et termine pour la première fois à la deuxième place du championnat (en), quatre points derrière ces mêmes Barcelonais. Quant à la coupe d'Europe, c'est à nouveau la Coupe des Coupes que le club dispute et gagne : après avoir écarté en demi-finale le RK Celje, qui remportera la saison suivante la Ligue des champions (victoire 34 à 27 à domicile puis défaite 25 à 28 en Slovénie), Ciudad Real est opposé en finale au club suédois de Redbergslids IK emmené par Magnus Wislander. Lors de la finale aller à domicile, le club prend 4 buts d'avance à la mi-temps (17-13) pour finalement s'imposer de 6 longueurs 33 à 27. Grâce notamment à Urios (8 buts) et Zaky (7 buts), les Espagnols maitrisent le match retour disputé à Göteborg et terminent sur un score de parité 24 à 24 : Ciudad remporte ainsi sa seconde Coupe d'Europe des vainqueurs de coupe consécutive. L'effectif du club comportait notamment les joueurs suivants : José Javier Hombrados et Jordi Núñez (gardiens de buts), Talant Dujshebaev, Alberto Entrerríos, Christian Hjermind, Jonas Källman, José Luis Pérez Canca, Sergueï Pogorelov (jusqu'en février), Carlos Prieto, Iker Romero, Rúnar Sigtryggsson (de), Samuel Trives, Rolando Uríos, Hussein Zaky ; Juan de Dios Román (entraîneur).

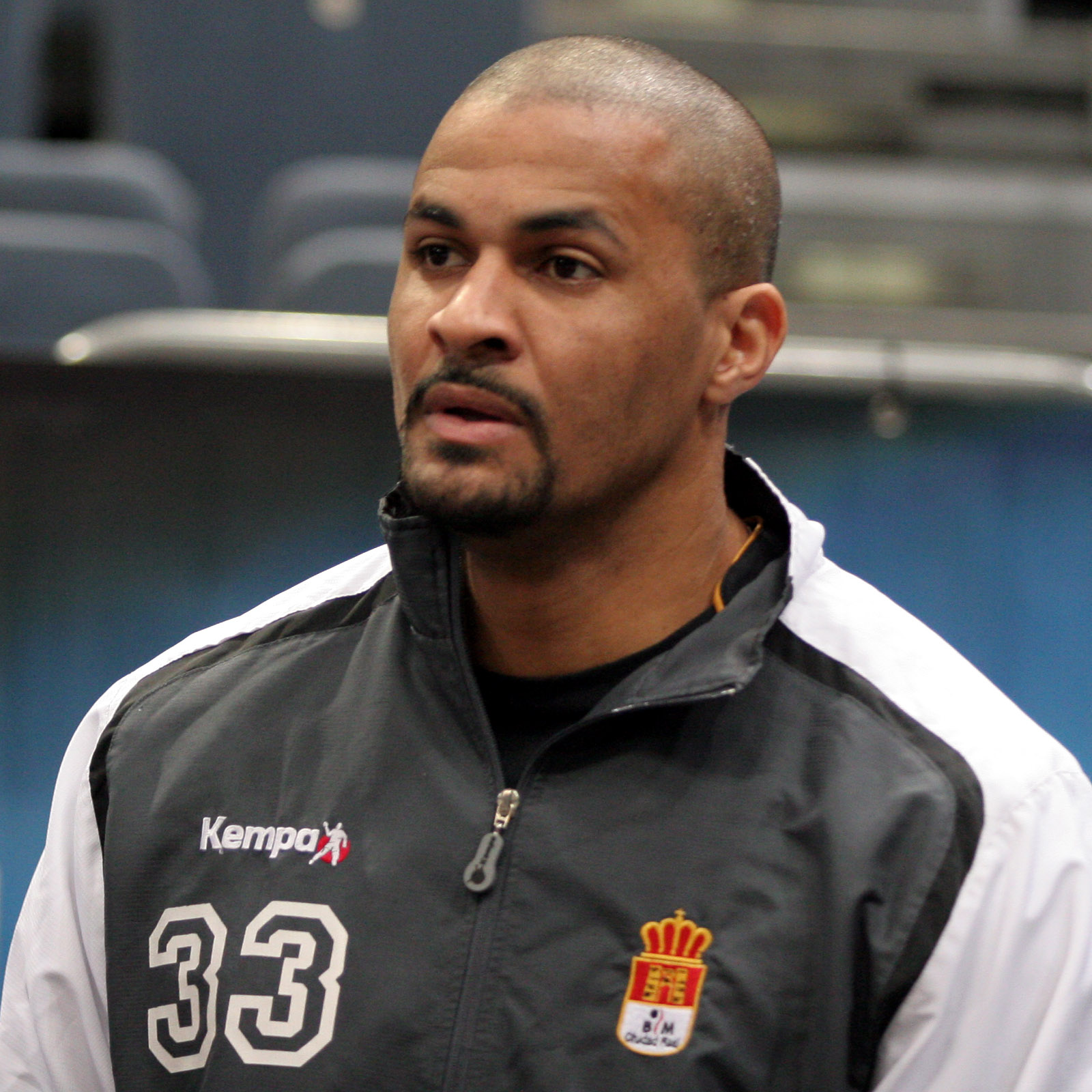
Didier Dinart, défenseur, au club de 2003 à 2012.

À l'été 2003, si le club s'est séparé de ses premières stars telles que Jordi Núñez, Sergueï Pogorelov et Iker Romero, les arrivées du pivot-défenseur français Didier Dinart, de l'arrière droit islandais Ólafur Stefánsson, de l'ailier français Stéphane Joulin et de l'arrière slovène Aleš Pajovič, puis la saison suivante de Mirza Džomba et d'Arpad Šterbik, permet à Ciudad Real de se constituer l'un des effectifs européens les plus séduisants.
De plus, l'inauguration en décembre 2003 de la Quijote Arena permet au club d'accueillir dorénavant 5 800 spectateurs dans de meilleures conditions.
Tous ces investissements portent leurs fruits puisque Ciudad Real est le meilleur club espagnol de la saison. Tout d'abord, elle dispute fin décembre 2003 la Coupe ASOBAL dans la Quijote Arena qui est inaugurée à cette occasion. Tout était réuni pour que le club remporte son premier titre dans la compétition et effectivement les joueurs de La Manche ne ratent pas le coche en s'imposant nettement face au Portland San Antonio en demi-finale (26-19) puis face au FC Barcelone en finale (29-18, 17-7 à la mi-temps). D'ailleurs, une semaine plus tôt, la victoire 30 à 28 face à ce même Barça avait permis à Ciudad Real de prendre deux points d'avance sur son adversaire à la tête du championnat d'Espagne. L'avance monte à 5 points et dès la 27e journée, après un match nul 25 partout face au Portland San Antonio, le BM Ciudad Real s'adjuge son premier titre de champion d'Espagne. En revanche, début avril, il doit à nouveau s'incliner en finale de la coupe du Roi (es)  après sa défaite 25 à 27 face au FC Barcelone. Sur la scène européenne, ce sont désormais les meilleurs clubs européens que le club croise en Ligue des champions. Terminant deuxième de son groupe derrière les Allemands du TBV Lemgo, le club se qualifie pour la phase finale où il écarte sans encombre les Français du Chambéry Savoie Handball en huitièmes de finale (victoires 36 à 28 à domicile et 33 à 32 en France) puis le club hongrois du Fotex KC Veszprém (victoires 33 à 24 à domicile et 35 à 28 en Hongrie) en quart de finale. En demi-finale, Ciudad Real retrouve le RK Celje : si la saison précédente, les Espagnols s'étaient largement imposés lors du match aller à domicile, ce sont cette fois-ci les Slovènes qui s'imposent en Espagne 36 à 35, même si le club est finalement parvenu à limiter la casse, étant mené 14 à 18 à la mi-temps puis 30 à 35 à la 55e minute. Et comme les Espagnols ne parviennent pas à renverser la vapeur lors du match retour (défaite 32 à 34, 16-16 à la mi-temps), cette première participation à la compétition reine s'arrête au stade de la demi-finale face au futur vainqueur de la compétition.
Toutefois, les deux rivaux espagnols que sont le FC Barcelone et le SDC San Antonio n'ont pas dit leur derniers mots, que ce soit en Ligue des champions ou lors des compétitions nationales. Ainsi, lors de la saison 2004-2005, le club franchit un nouveau palier en Ligue des champions : vainqueur de tous ses matchs en phase de groupe, Ciudad explose les Danois de GOG en huitièmes de finale aller avec une victoire 45 à 29 à l'extérieur puis écarte Veszprém (victoires 29 à 22 à domicile et 34 à 33 en Hongrie) et le Montpellier Handball en demi-finale (victoire 30 à 24 à domicile et défaite 31 à 33 en France, la première de la saison), atteignant ainsi la finale de la compétition pour la première fois de son histoire. Mais c'est bien le Barça, déjà difficile vainqueur de Pampelune en huitièmes de finale selon la règle du nombre du but marqués à l'extérieur, qui remporte son septième titre dans la compétition avec un seul petit but d'écart : victorieux 28 à 27 à l'aller à domicile, Ciudad Real s'incline 27 à 29 lors du match retour à Barcelone malgré les huit buts de Dujshebaev. En Espagne, si le club commence la saison en remportant la première Supercoupe de son histoire puis conserve son titre en Coupe ASOBAL, il doit laisser le titre de champion à Pampelune pour un point, à cause notamment de la défaite à domicile face à Barcelone lors de la 12e journée. Quant à la coupe du Roi, le club est éliminé en demi-finale par le BM Valladolid, futur vainqueur de l'épreuve.

### De 2005 à 2010: le temps de la domination

#### Saison 2005-2006: Ciudad Real roi de l'Europe

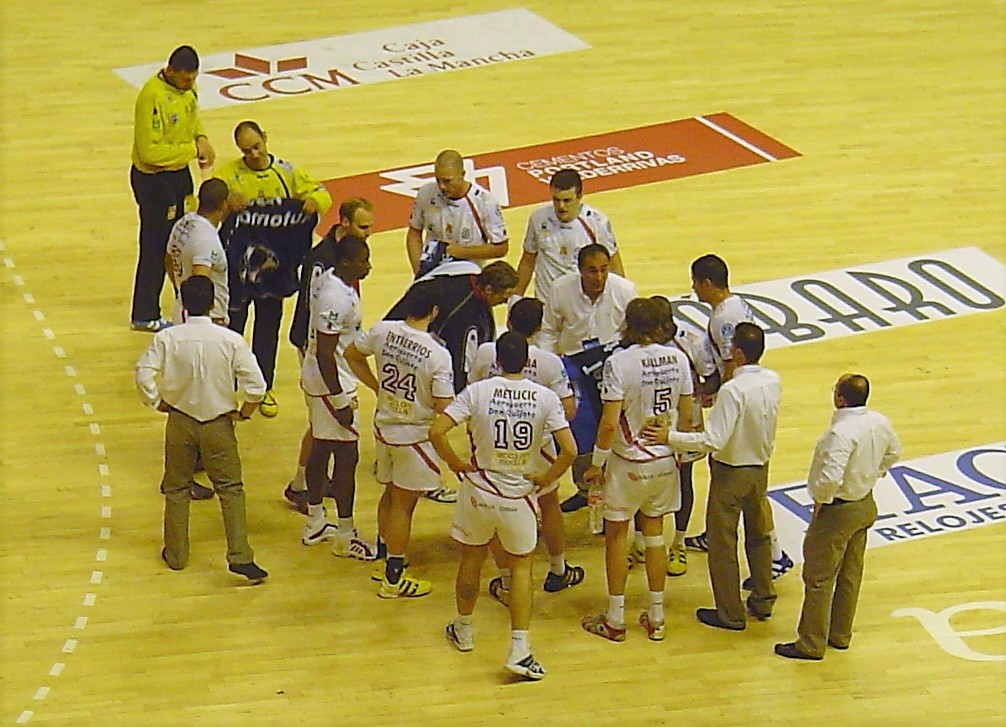
Talant Dujshebaev au milieu de ses joueurs lors d'un temps-mort au cours de la finale retour de la Ligue des champions 2005-2006.

Un important changement se produit à l'été 2005 : Talant Dujshebaev, largement présenté comme l'un des meilleurs joueurs de handball de tous les temps, prend sa retraite sportive mais reste au club puisqu'il en devient l'entraîneur, en lieu et place de Juan de Dios Román, prenant comme adjoint Raúl González Gutiérrez qui vient également d'arrêter sa carrière au BM Valladolid. Outre ces changements au niveau du staff, les principaux transferts à l'intersaison sont notamment marquées par les arrivées du Croate Petar Metličić (en provenance du Caja España Ademar) et du Biélorusso-slovène Siarhei Rutenka (en provenance du RK Celje). L'effectif du club pour cette saison 2005-2006 était le suivant, :

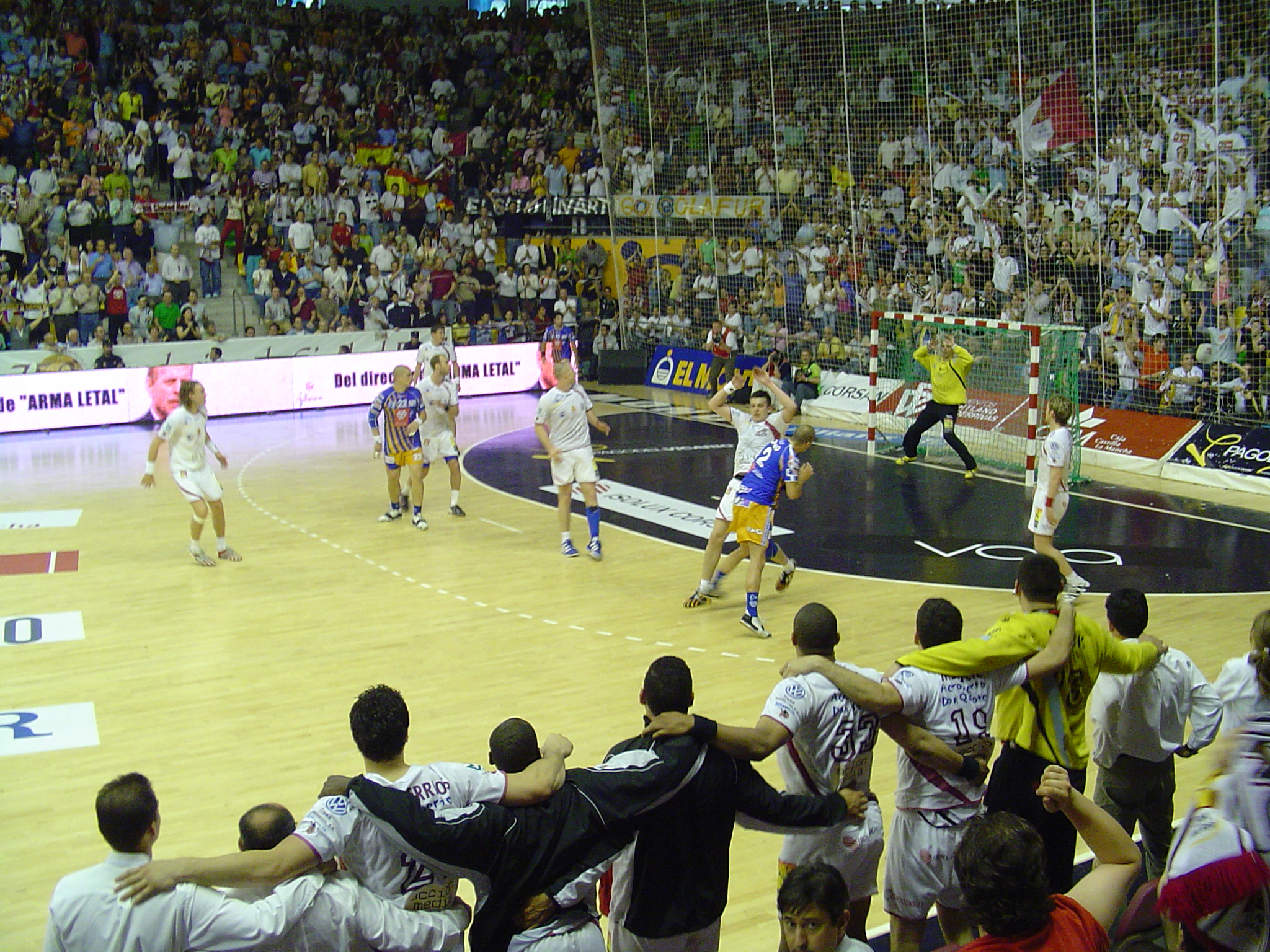
Les joueurs du BM Ciudad Real prêts à exulter lors de la finale retour de la Ligue des champions 2005-2006 à la Quijote Arena.

Le premier trophée remporté lors de la saison 2005-2006 est la Supercoupe d'Europe, compétition mettant aux prises les vainqueurs des éditions précédentes des trois principales coupes d'Europe (Ligue des champions, Coupe des coupes et Coupe de l'EHF), ainsi qu'un quatrième club, en l'occurrence Ciudad Real en tant que finaliste de Ligue des champions, Ciudad Real : vainqueur du FC Barcelone en demi-finale, le club s'impose en finale face au SC Magdebourg et remporte ainsi son premier titre dans la compétition.
En Ligue des champions, hormis une défaite de deux buts à Veszprém en phase de groupe, l'équipe surclasse tous ses adversaires : +10 face au SC Pick Szeged en huitièmes de finale, +12 face au RK Celje en quart, +11 face au SG Flensburg Handewitt en demi-finale. C'est alors le Portland San Antonio, qui a éliminé de justesse le Barça en quart, que Ciudad Real retrouve en finale, mais il n'y aura pas de réelle opposition entre les deux clubs : lors du match aller à Pampelune, Ciudad Real mène 11 à 6 à la mi-temps pour finalement s'imposer 25 à 19, faisant ainsi un grand pas vers la victoire finale, les derniers maigres espoirs de Pampelune étant rapidement réduit à néant lors du match retour puisque Ciudad Real retourne au vestiaire avec une nouveau pécule de 10 buts (21 à 11) puis de 9 buts à la fin du temps réglementaire (37 à 28) : c'est donc un pari réussi pour le club et Dujshebaev qui atteint le Graal pour sa première saison en tant qu'entraîneur.
Sur la scène nationale, le club remporte sa troisième Coupe ASOBAL consécutive, mais doit laisser le titre de champion d'Espagne à Barcelone et la coupe du Roi au BM Valladolid (défaite 30 à 35 en finale). À noter également qu'Arpad Šterbik, gardien de but du club et de l'équipe nationale de Serbie-et-Monténégro, a été élu meilleur handballeur mondial de l'année 2005.

#### Saison 2006-2007: San Antonio et Barcelone contrecarrent les ambitions du club
La saison 2006-2007 débute par le retour sur les parquets de Talant Dujshebaev afin de pallier la grave blessure lors de la 4e journée de la principale recrue du club, le demi-centre slovène Uroš Zorman. C'est alors Raúl González Gutiérrez, l'adjoint de Dujshebaev, qui prend logiquement la place de coach. Le 26 novembre 2006, le club remporte sa seconde Supercoupe d'Europe consécutive en disposant en finale 36 à 31 du VfL Gummersbach de Daniel Narcisse. En fin d'année, la victoire 29 à 27 face au SDC San Antonio en finale de la Coupe ASOBAL permet au club de remporter sa quatrième victoire consécutive dans la compétition.
Invaincu lors de la phase de groupe de la Ligue des champions 2006-2007, le quart de finale face au SDC San Antonio ne devrait être qu'une formalité au vu de la démonstration de Ciudad Real lors de la finale de la saison précédente. Si lors du match aller à domicile, un premier avertissement est donné avec les 5 buts d'avance de Pampelune à la mi-temps (9-14), Siarhei Rutenka et Talant Dujshebaev, qui n'a pas perdu de son talent, permettent de finalement s'imposer de cinq longueurs. Mais Kristian Kjelling (11 buts) et Ivano Balić (8 buts) sont déchainés lors du match retour à Pampelune : défait 29 à 37, Ciudad Real est éliminé et ne pourra donc empêcher le THW Kiel de Nikola Karabatic de remporter sa première Ligue des champions. Éliminé en quart de finale de la coupe du Roi par le FC Barcelone au mois de mars, le club termine la saison de belle manière en remportant le championnat, profitant de la défaite de Pampelune à León, puis, pour la première fois, la Coupe du monde des clubs. Néanmoins, lors du match contre le Mouloudia Club d'Alger, une bagarre générale s'est déclarée à 59e minute après que Rolando Uríos et Achour Hasni se soient affrontés. Talant Dujshebaev, joueur-entraîneur, est intervenu et a notamment échangé des coups avec le gardien algérien Abdelmalek Slahdji : la commission technique de l'IHF a alors suspendu le joueur (mais pas l'entraîneur) Dujshebaev pendant un an et Slahdji pendant trois mois,,.

#### Saison 2007-2008: la saison parfaite!
La saison 2007-2008 est parfait puisque le club rafle tout : les quatre compétitions nationales (Championnat, Coupe du Roi, Coupe ASOBAL, Supercoupe) et sa deuxième Ligue des champions.
Tout commence par la victoire dans la Supercoupe d'Espagne face au FC Barcelone par 32 à 30. Puis le 23 décembre, le club remporte sa 5e Coupe ASOBAL consécutive en écartant en finale l'Ademar Leon sur le score de 25 à 23. Puis, cinq ans après sa première victoire, la Coupe du Roi (es) est enfin remportée le 20 avril grâce à une victoire sur la plus petite des marges face au FC Barcelone (31-30). Enfin, le 1er mai, Ciudad Real reçoit le FC Barcelone, son dauphin en championnat avec 2 points de retard. Mené à la mi-temps (12-15) et une bonne partie du match, Ciudad Real fait la différence en fin de match en inscrivant un 9-5, synonyme de victoire (29-25) et de 3e titre de champion d'Espagne.

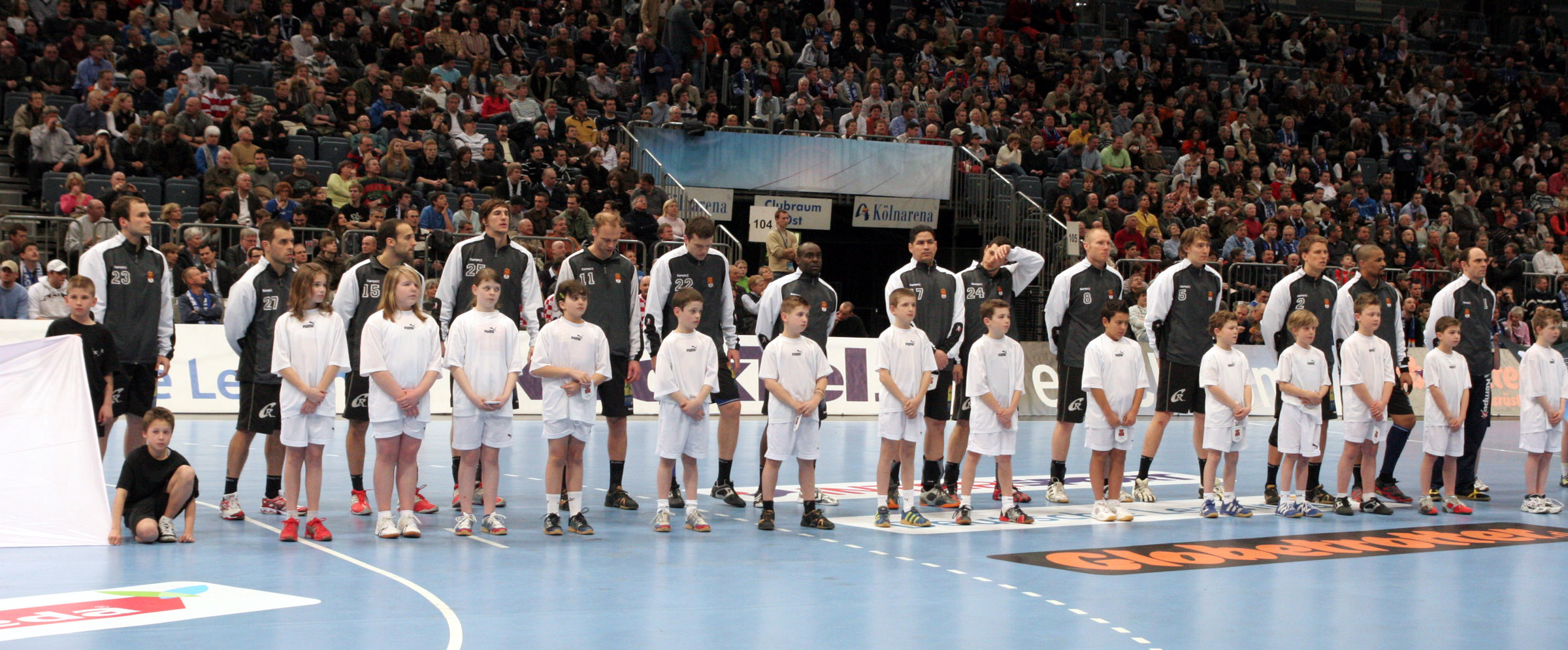
L'équipe du BM Ciudad Real le 20 février 2008 dans la Kölnarena avant le match de Ligue des champions face au VfL Gummersbach.

Lors de la Ligue des champions 2007-2008, Ciudad Real se retrouve en demi-finale après un parcours quasiment parfait lors du tour principal avec une seule défaite face au Montpellier Handball. Opposé au HSV Hambourg en demi-finale, grâce notamment aux 9 buts de Siarhei Rutenka, la large victoire à domicile lors du match aller (34–27) laissait augurer une qualification aisée en finale. Mais les coéquipiers de Guillaume et Bertrand Gille n'ont pas dit leur dernier mot et, portés les 13 000 spectateurs de la Color Line Arena, sont à un doigt de renverser la vapeur : un arrêt de Šterbik sur un tir de Guillaume Gille à 20 secondes de la fin du match et Hambourg ne s'impose que de 6 buts (32–26). C'est le THW Kiel, tenant du titre et tombeur du FC Barcelone dans une seconde demi-finale très prolifique en buts (score total de 78 à 75), que Ciudad Real retrouve en finale. Et les Allemands montrent que leur titre glané un an plus tôt n'était pas usurpé puisqu'ils marquent un grand coup lors de la finale aller en s'imposant 29 à 27 en Espagne, grâce notamment aux 9 buts de Nikola Karabatic. Mais après 15 minutes de jeu lors du match retour devant les 11 000 spectateurs de la Sparkassen-Arena de Kiel, dans un match sous haute tension dans les gradins comme sur le parquet, Ciudad Real a rattrapé son retard en menant 7 à 4. Si Kiel est passé brièvement en tête (11-10, 24e minute), les espagnols regagnent les vestiaires avec deux buts de d'avance (15-13) puis s'envolent en seconde période (25-20, 49e minute), grâce notamment à Arpad Šterbik dans les buts (24 arrêts) et à Ólafur Stefánsson et Jonas Källman auteurs respectivement de 12 et 11 buts. La bagarre générale en fin de match, impliquant notamment Aleš Pajovič et Christian Zeitz qui seront sanctionnés, n'y changera rien, Ciudad s'impose 31 à 25 et détrône son adversaire. C'est finalement une saison parfaite puisque le club a remporté toutes les compétitions dans lesquelles il était engagé. L'effectif du BM Ciudad Real pour la saison 2007-2008 était,, :

#### Saison 2008-2009: les clubs espagnols se rebiffent
Luc Abalo et de Jérôme Fernandez, récents champions olympiques, sont les deux principaux renforts de l'été 2008 tandis qu'aucun départ majeur n'est à déplorer. L'effectif pour la saison 2008-2009 est alors comme suit, :
| Arrivées - Luc Abalo (en provenance de l'US Ivry, ) - Jérôme Fernandez (en provenance du FC Barcelone) | Départs - Josep Masachs (en direction du Portland San Antonio) |

C'est traditionnellement par la Supercoupe d'Espagne que la saison 2008-09 débute. Si le trophée est remporté par FC Barcelone (défaite 25 à 26), le club se rattrape peu de temps après en remportant la Supercoupe d'Europe : après avoir écarté en demi-finale le THW Kiel sur le score de 31 à 24, le Veszprém KSE, qui évoluait pourtant à domicile, est défait 28 à 32 et ne peut empêcher Ciudad Real de remporter son troisième titre dans la compétition, record qui ne sera jamais battu puisqu'il s'agissait de la dernière édition de la compétition. En décembre, la victoire en championnat 29 à 26 à Barcelone marque les esprits et fait de Ciudad Real un favori logique pour le titre. Pourtant, quinze jours plus tard, c'est le Barça qui s'impose 26 à 23 en demi-finale de la Coupe ASOBAL, mettant fin à la série de cinq titres consécutifs dans la compétition.
En Ligue des champions 2008-2009, après une phase de groupe terminée invaincue, le tirage au sort place Ciudad Real avec Kiel et le FC Barcelone dans un même groupe de la mort lors du tour principal avec seulement deux places qualificatives. Ciudad Real et Kiel remportent tous leurs matchs face au Barça et au GOG Svendborg TGI et se qualifient pour les quarts de finale avec un bilan équilibré (défaite 26 à 33 à Kiel et victoire 35 à 33 à domicile). Pour autant, Barcelone reste une équipe difficile à battre puisque c'est le club catalan qui s'impose face à Ciudad Real lors de la finale de la coupe du Roi (es) 29 à 26 : alors que la saison précédente, Ciudad Real avait été intraitable, c'est le troisième trophée national perdu face à Barcelone. Autant dire que l'opposition entre les deux équipes lors de l'avant dernière journée de championnat était attendue. Finalement, grâce notamment à un Luc Abalo intenable, Ciudad Real a fait exploser Barcelone à la mi-temps (20-12) et s'impose de onze buts (37-26) pour remporter son troisième titre de champion d'Espagne consécutif.
Entretemps, c'est le Veszprém KSE que le club retrouve en quart de finale de la Ligue des champions. Lors du match aller disputé en Espagne, malgré l'envie de se battre après le drame du 8 février 2009 et la mort de Marian Cozma, Veszprém a fini par capituler face à la puissance de feu des Espagnols qui remportent le match 29 à 24. Et cette avance de 5 buts n'était pas de trop, car plusieurs fois au cours du match retour, les Hongrois ont pris 4 buts d'avance grâce notamment à un Carlos Pérez retrouvé. Mais les Espagnols ne s'affolent pas et, avec un Jérôme Fernandez décisif, se reprennent pour finalement concéder une défaite de 3 buts (29-32), suffisante pour se qualifier. En demi-finale, il est le seul club non allemand face au THW Kiel, aux Rhein-Neckar Löwen et au HSV Hambourg. Opposé à ce dernier et les 13 000 spectateurs de la Color Line Arena, c'est donc un remake de la saison précédente. En début de match, Bertrand et Guillaume Gille ainsi que Bitter permettent aux Hambourgeois de prendre une avance de cinq buts, rapidement comblée par les performances défensives de Pajovic, Dinart et Sterbik. Avec un but de retard à la mi-temps (12-13), Ciudad Real continue sur le même rythme au retour des vestiaires et prend à son tour cinq buts d'avance grâce à Stefansson et un Rutenka parfait au poste de pivot (6 buts). Mais Hambourg n'a pas dit son dernier mot et rattrape son déficit et prend même un but d'avance à l'entame du money time. Les joueurs de Dujshebaev contiennent ce temps fort allemand et trouvent les ressources pour finalement s'imposer d'un but 30 à 29 lors de ce match aller. Condamnés à réaliser un exploit dans la Quijote Arena, les joueurs de Martin Schwalb démarrent bien le match retour et prennent deux buts d'avance, mais Sterbik, Abalo et Rutenka permettent à Ciudad Real de revenir à égalité à la mi-temps (15-15) puis de faire le trou (+3). Le HSV ne s'avoue pas pour autant vaincu et repasse même devant au score grâce notamment à Bitter. Son homologue, Sterbik, n'est pas en reste et permet finalement à Ciudad Real de s'imposer dans la difficulté 33 à 31. De son côté, le THW Kiel n'a laissé aucune chance aux Rhein-Neckar Löwen en s'imposant de 14 buts lors du match aller (37 à 23 et 20 à 8 à la mi-temps). C'est donc fort logiquement que les deux plus beaux collectifs d'Europe se retrouvent en finale et, pour cette revanche, la nation la plus représentée pour ce duel hispano-germanique sont les Français avec sept joueurs dont cinq champions du monde et olympique : Igor Anic, Nikola Karabatic, Bruno Martini et Thierry Omeyer côté allemand face à Luc Abalo, Didier Dinart et Jérôme Fernandez côté espagnol. Lors du match aller à Kiel, Ciudad Real accuse un gros déficit de 6 buts à la mi-temps (18-12), mais grâce notamment aux 8 buts de Fernandez et aux 7 buts d'Abalo ainsi qu'à Didier Dinart et Arpad Sterbik en défense, Ciudad Real parvient à revenir à égalité à 6 minutes de la fin du match. Mais c'est à ce moment-là qu'Omeyer sort le grand jeu et enchaîne les arrêts, permettant ainsi aux Zèbres de ne pas reproduire les erreurs de la saison précédente en s'imposant de cinq unités dans un match riche en buts (39-34). Malgré cette défaite de 5 buts, Ciudad Real sait que rien n'est perdu d'avance et que, comme lors de la saison précédente, tout reste possible. Mais Kiel ne veut pas reproduire la même erreur en échouant si près du but et démarre donc le match tambour battant en prenant rapidement une avance de 3 unités (4-7) puis en terminant la mi-temps avec un but d'avance (13-14). Au retour des vestiaires, Ciudad Real bute sur la défense de Kiel organisée autour de Thierry Omeyer qui réalise son 18e arrêt (50 %) et Kiel s'envole au score (16-20, 38e minute) : avec désormais un déficit de 9 buts à combler, la tâche des Espagnols parait chimérique. Mais Kiel en vient à jouer contre nature pour garder son avance et le retour d'Arpad Sterbik s'avérant payant, les joueurs de Talent Dushebaev réalisent en l'espace de 6 minutes un 6-1 et passent pour la première fois en tête (22-21, 44e). Si leur avance passe plusieurs fois à 3 buts, ils ne parviennent pas à creuser l'écart (27-26 à 7 minutes de la fin). Portés par leur public tout acquis à leur cause, c'est alors que le miracle se met en marche et, à un peu plus de 2 minutes du terme, Luc Abalo marque le but du +5 (32-27). Les Dieux du handball sont du côté du club de la Mancha qui s'impose finalement 33 à 27 et remporte ainsi son troisième titre dans la compétition en l'espace de quatre ans.

#### Saison 2009-2010: les premiers changements
L'intersaison 2009 est marquée par d'importants changements avec les départs de Pajovič, de Rutenka, de Stefánsson (qui sera élu en 2013 meilleur arrière droit des 20 ans de la Ligue des champions), d'Uríos et de Zorman contre seulement Julen Aguinagalde et Joan Cañellas comme arrivées importantes. Le premier match officiel de la saison se solde par une lourde défaite 26 à 33 face au FC Barcelone lors de la Supercoupe d'Espagne, annonciatrice d'une saison plus difficile que les précédentes. En effet, si fin septembre les hommes de Dujshebaev se reprennent en championnat en s'imposant avec la manière 33 à 30 au Palau Blaugrana de Barcelone, c'est bien le Barça qui remporte leur confrontation en finale de la Coupe ASOBAL 2009-2010 en décembre (33 à 34). Et comme Ciudad s'incline le 20 mars en demi-finale de la coupe du Roi face au Reale Ademar León, 24 à 26, il ne peut empêcher Barcelone de remporter sa troisième compétition nationale de la saison.
Néanmoins, le parcours en championnat et en Ligue des champions est exemplaire avec 100 % de victoires jusqu'en avril. En effet, une nouvelle fois opposé au HSV Hambourg en quart de finale, le club concède sa première défaite lors du match aller en Allemagne (22-26). Mais, en parfait stratège, Talant Dujshebaev met en place lors du match retour la tactique qui permet à ses joueurs de faire exploser Hambourg, les Allemands encaissant un 5 à 15 en première période pour s'incliner finalement 27 à 35. Opposé au grand rival qu'est le THW Kiel en demi-finale du premier Final four de l'histoire de la Ligue des champions, Ciudad Real domine le match pendant 50 minutes, mais portés par les 20 000 spectateurs de la Lanxess Arena de Cologne quasiment acquis à la cause allemande, Christian Zeitz et Thierry Omeyer permettent finalement à Kiel d'arracher la victoire 29 à 27. Vainqueur des Russes du Medvedi Tchekhov dans le match pour la 3e place, Ciudad Real sauve l'honneur le lendemain mais l'objectif était bien la finale face au Barça. Malgré tout, la saison se termine de belle manière puisque le club s'impose pour la deuxième fois consécutive lors de la Coupe du monde des clubs en mai, le championnat est achevé par une performance extraordinaire avec 30 victoires en autant de matchs — premier club espagnol à totaliser 100 % de victoires sur une saison — et enfin, pour la première fois dans l'histoire du club, un joueur, en l'occurrence le pivot Julen Aguinagalde, est élu meilleur handballeur de la saison en Espagne.

### De 2010 à 2013: un colosse aux pieds d'argile

#### Saison 2010-2011: de l'autre côté du miroir
Lors de la Supercoupe d'Espagne disputée à Cordoue, les coéquipiers de Kiril Lazarov, dernière recrue du club, remportent leur premier titre de la saison grâce à la victoire 29 à 28 face au FC Barcelone. Puis en décembre, Barcelone est défait 31 à 34 en finale de la Coupe ASOBAL : c'est la sixième victoire dans la compétition pour Ciudad Real. Troisième compétition et troisième titre avec la Coupe du Roi (es) en avril : tombeur aux tours précédents du SDC San Antonio (36-30), du BM Granollers (40-33), le club s'impose nettement 31 à 22 face au BM Valladolid, tombeur de Barcelone en demi-finale et remporte son troisième titre dans la compétition. Mais en championnat, c'est bien le Barça qui s'impose avec quatre points d'avance sur Ciudad Real : fin novembre, après 67 victoires consécutives en Liga Asobal, soit près de 26 mois d'invincibilité, Ciudad Real, déjà moins tranchant depuis le début de la saison, s'incline 24 à 27 au Palau Blaugrana de Barcelone. Si les hommes de Dujshebaev s'imposeront lors du match retour 30 à 27, le club s'est entre-temps incliné à deux reprises (26 à 27 à Saragosse face au CAI BM Aragón puis 30 à 31 à Pampelune) et doit donc cette fois-ci laisser le titre à son rival catalan après quatre titres consécutifs.
En Ligue des champions, le club écarte sèchement Chambéry en huitièmes de finale (victoire 36 à 19 à domicile) puis le SG Flensburg-Handewitt en quart de finale (victoire 38 à 24 lors du match aller en Allemagne). Lors du Final Four disputé à la Lanxess Arena de Cologne en Allemagne les 28 et 29 mai 2011, le club retrouve en demi-finale une vieille connaissance : le HSV Hambourg. Et comme lors des précédentes saisons, malgré la blessure en début de match d'Arpad Šterbik, les coéquipiers d'Entrerríos et d'Abalo, meilleurs buteurs du match avec 6 réalisations, s'imposent 28 à 23 face l'équipe des frères Gille. C'est alors face au FC Barcelone dans une finale 100 % ibère que Didier Dinart va tenter de remporter sa cinquième couronne dans la compétition. Mais, porté par les 50 % d'arrêts de Šarić (21 arrêts sur 44 tirs) et les 8 buts de Nøddesbo, le Barça s'impose sans contestations 27 à 24 face à un Ciudad Real un peu à court d'arguments aussi bien offensifs que défensifs : Ciudad Real doit faire allégeance au nouveau roi d'Espagne et d'Europe.
Finalement, cette saison 2010-2011 est une parfaite réciprocité de la saison précédente : alors que le club avait dominé Barcelone en championnat et en Ligue des champions, ce sont les Catalans qui s'imposent cette fois-ci, mais à l'inverse, Ciudad Real a remporté les trois coupes nationales qu'avaient remportés le Barça la saison précédente.

#### Intersaison 2011: le BM Ciudad Real devient BM Atlético Madrid
Cette légère baisse de performance depuis la saison parfaite de 2008 est notamment une conséquence des problèmes financiers qui se font jour en coulisse : son président et grand argentier de toujours Domingo Díaz de Mera (es) est dans la tourmente financière avec sa société et les instances publiques de la ville se refusent à combler le trou. En fait, à l'image de tout le handball espagnol, qui subit la crise qui secoue le pays, et de la ville de Ciudad Real, qui doit gérer les difficultés liées à la construction d'un aéroport beaucoup trop gros pour elle, le BM Ciudad Real est dans la tourmente. Et comme le révèlera plus tard Jonas Källman, au club depuis 2002, la crise financière touche également les joueurs qui doivent faire face à des salaires impayés : « On me doit des milliers d'euros. En principe, j'ai joué gratuitement pour eux ces trois dernières années », explique-t-il en avril 2013. Pour pallier ses grosses difficultés financières et pouvoir évoluer en Liga Asobal, les pouvoirs publics ne pouvant plus aider le club, le club doit trouver un nouveau sponsor prêt à mettre 4 millions d'euros pour qu'il reste à Ciudad Real. Le président Domingo Díaz de Mera (es) n'étant pas parvenu à trouver un tel sponsor à la veille de la fin des inscriptions en Liga Asobal 2011/2012, la solution trouvée par les dirigeants est une délocalisation de l'équipe professionnelle à Madrid qui prend alors le nom de BM Atlético de Madrid. Si le club omnisports de l'Atlético Madrid cède son nom, ses couleurs et son logo au CB Neptuno, l'entité juridique du désormais ex-Ciudad Real, cet accord de mécénat n'est que pour une durée d'un an et la section de handball qui a existé avec succès entre 1949 et 1994, le Club Atlético de Madrid, n'est pas reformée, bien que l'hypothèse d'une réintégration future ait été évoquée. C'est ainsi un retour aux sources pour le capitaine José Javier Hombrados qui y a évolué entre 1990 et 1993.

#### Saison 2011-2012: un changement salutaire?

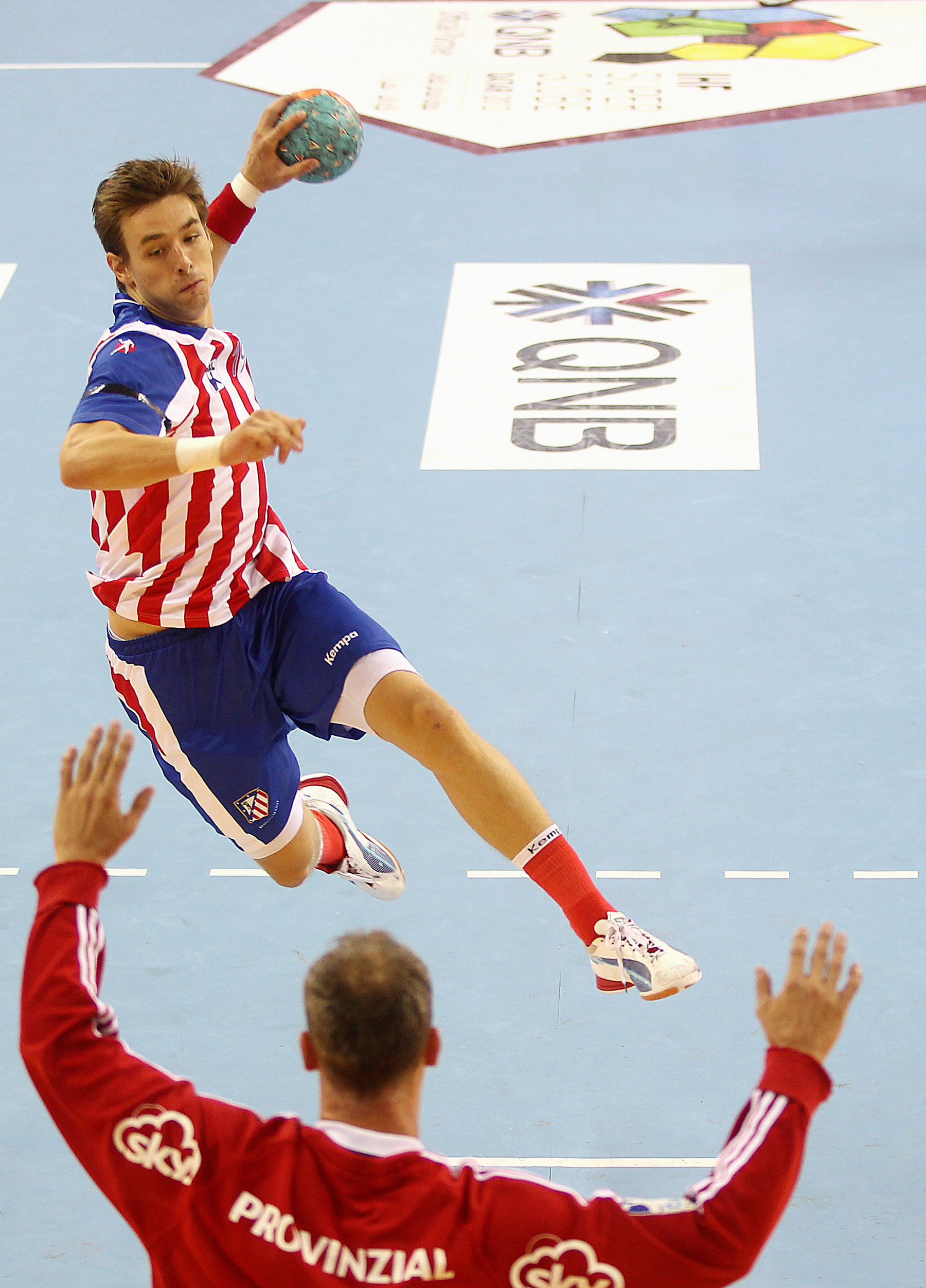
Le nouveau maillot du club, tel qu'ici porté par Xavier Barachet en 2012, est désormais aux couleurs de l'Atlético Madrid.

Pour autant, tous les joueurs du feu BM Ciudad Real, à l'exception de Viran Morros dont la signature à Barcelone était déjà actée, poursuivent l'aventure et prennent possession de leur nouveau terrain de jeu, le Palacio Vistalegre. Malgré l'importance de ce changement, l'adaptation est rapide puisque, pour le premier match officiel de la saison, le désormais Atlético Madrid s'impose lors de la Supercoupe d'Espagne, disputée à domicile, en écartant nettement le FC Barcelone 33 à 26, puis le 19 octobre 2011, le club établit un nouveau record en Liga Asobal en inscrivant 52 buts face au Academia Octavio,. S'engage alors un mano a mano avec le FC Barcelone avec 12 succès en 12 matchs pour chacune des deux équipes, mais, malgré les 12 743 supporters présents au Palacio Vistalegre, l'Atlético doit s'incliner à domicile face aux coups de boutoirs de László Nagy et Siarhei Rutenka,. Deux semaines plus tard, c'est le CB Ademar León qui barre la route du club en Coupe ASOBAL (défaite 27 à 28 à León), mais les hommes de Dujshebaev se rattrapent en mars lors de la Coupe du Roi (es) en remportant leur deuxième titre consécutif, s'imposant notamment en finale 37 à 31 face au Barça. En championnat, en mai, la victoire 29 à 28 de Madrid dans le Palau Blaugrana ne compense pas la défaite de deux buts du match aller et c'est bien Barcelone qui remporte le 19e titre de son histoire.
En Ligue des champions, si le club s'incline d'un but à Veszprém et doit concéder deux matchs nuls face à Tchekhov, il termine néanmoins en tête de son groupe et se qualifie pour les huitièmes de finale. Large vainqueurs du Kadetten Schaffhausen lors du match aller en Suisse (27-36), le club se fait surprendre en s'inclinant 26 à 30 au Palacio Vistalegre après avoir été mené 7 buts. Avertissement sans frais mais bis repetita en quarts de finale : opposés à l'équipe surprise du RK Koper, les hommes de Dujshebaev butent tout le match sur le gardien slovène Gorazd Škof et rentrent à Madrid avec un déficit de 3 buts. Les choses sont remises en ordre lors du match retour non sans difficultés puisque les Slovènes ont un temps mené 19 à 17. Mais, grâce notamment aux 24 arrêts d'Arpad Šterbik et aux 9 buts du géant danois Nikolaj Markussen, l'Atletico passe un 11 à 4 salutaire pour finalement s'imposer sur un score large (31-24) sans commune mesure avec l'adversité rencontrée. Qualifié pour le Final Four à Cologne, le club est opposé à l'AG Copenhague, jeune club danois aux dents longues : grâce à son président et mécène Jesper "Kasi" Nielsen, le club a notamment recruté le danois Mikkel Hansen, meilleur handballeur de l'année 2011 et l'islandais Ólafur Stefánsson qui avait brillé sous les couleurs de Ciudad Real. Si la première mi-temps tourne à l'avantage des Danois (15-12), les hommes de Dujshebaev reviennent peu à peu et égalisent à la 42e minute grâce à Kiril Lazarov, meilleur buteur du match avec 11 buts. L'expérience des Espagnols joue pleinement son rôle à ce moment-là et ceux-ci s'imposent finalement 25 à 23.
C'est alors une vieille connaissance en la personne du THW Kiel que le club retrouve en finale. Si l'Atlético commence mieux le match (3-1, 7e minute), les Allemands recollent au score (6-6, 17e minute) puis creusent l'écart en fin de première période grâce notamment à un Thierry Omeyer qui a mis au supplice l'attaque Madrilène (10-13 à la mi-temps). Au retour des vestiaires, malgré de nombreuses minutes en supériorité numérique et une prise en individuelle de Daniel Narcisse, les hommes de Dujshebaev buttent toujours sur Omeyer et ne marquent que quatre buts en vingt minutes (14-19, 50e minute). Les dix dernières minutent seront de meilleure facture mais insuffisantes pour combler le retard et Madrid s'incline 21 à 26 : c'est la seconde défaite consécutive en finale pour le club espagnol et la troisième victoire de Kiel en six ans.

#### Saison 2012-2013: quand la crise se répercute sur le sportif

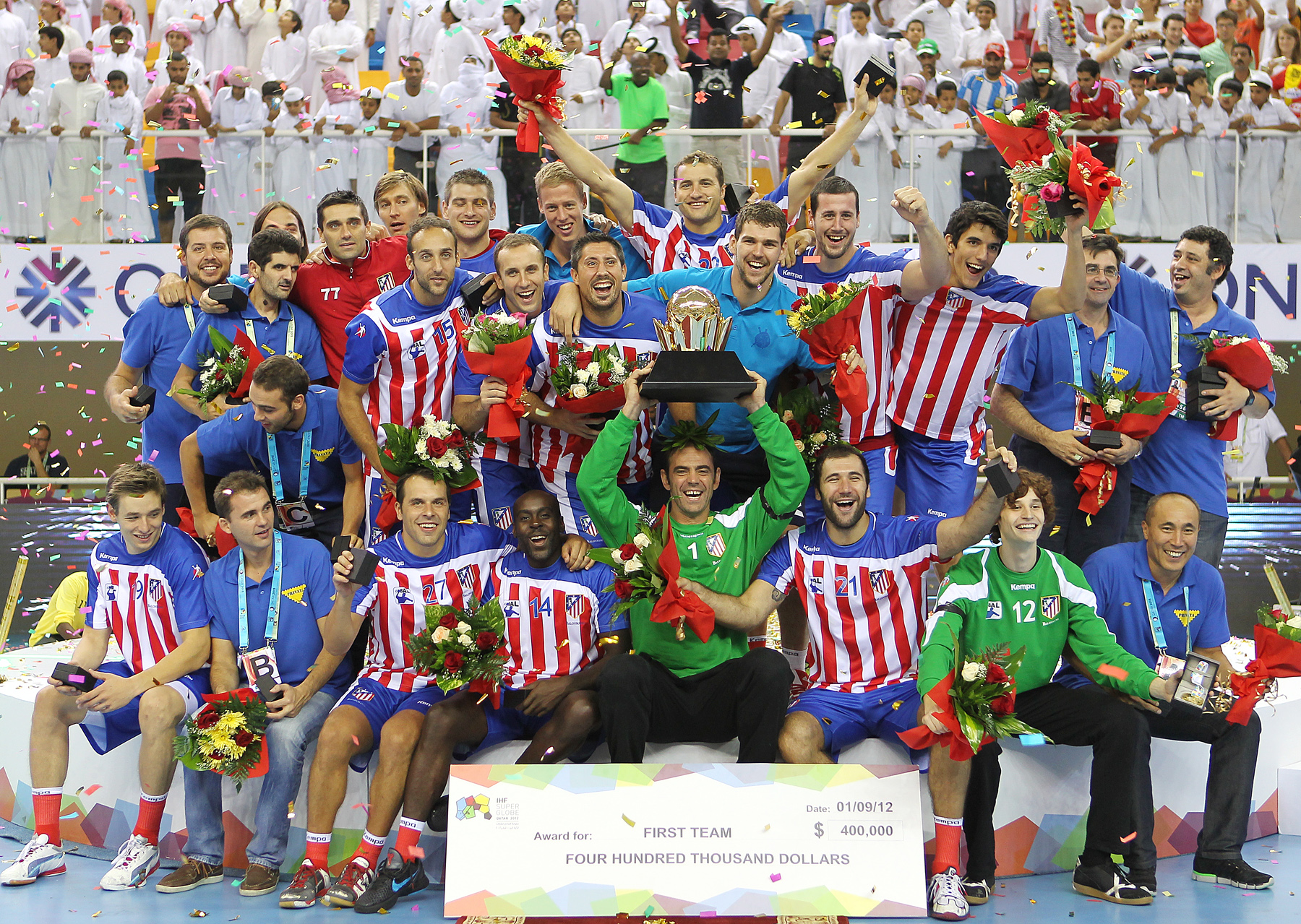
Le club, devenu BM Atlético Madrid, vainqueur de la Coupe du monde des clubs 2012.

Si, lors de l'intersaison précédente, le déménagement à Madrid n'avait pas eu d'impact sur l'effectif, l'été 2012 est marquée par les départs de Luc Abalo et de Didier Dinart en direction du Paris Saint-Germain, mais aussi d'Alberto Entrerríos, de Chema Rodríguez et d'Arpad Šterbik puis en cours de saison de Nikolaj Markussen, ces départs étant à peine comblés par les arrivées d'un Ivano Balić vieillissant et de Xavier Barachet, revenu victorieux mais avec une épaule endolorie des Jeux olympiques de Londres. Ce dernier avait signé dès 2009 mais était depuis lors resté à Chambéry pour s'aguerrir. Entretemps, le club a beaucoup changé, même si Barachet reconnait sa chance de pouvoir évoluer aux côtés de Balić et d'être entraîné par Dujshebaev.
La saison sportive débute par la Coupe du monde des clubs disputée au Qatar. En demi-finale, le club est opposé au club qatarien d'Al-Sadd SC, largement renforcé par le Montpellier AHB de Karabatic, Gajić ou encore Tej qui termine co-meilleur buteur de la rencontre avec 7 réalisations. Et c'est grâce à un but d'Aguinagalde dans les dernières secondes que Madrid parvient à s'imposer (33-32). Vainqueur en 2007 et en 2010 en tant que Ciudad Real, Madrid retrouve en finale le THW Kiel qui les avait battu lors des finales de l'édition précédente et lors de la Ligue des champions. La mi-temps sifflée sur un score de parité (13-13), c'est au début du dernier quart d'heure que l'Atlético creuse l'écart (26-19) pour finalement s'imposer de 5 buts (28-23) et remporter l'importante prime de 400 000 $, somme qui parait salutaire à la vue des difficultés financières du club.
De retour en Espagne, le club dispute à domicile la Supercoupe d'Espagne face au rival Barcelonais mais doit s'incliner sur le score de 31 à 34. Puis, en championnat début décembre, c'est à nouveau avec une défaite à domicile de 3 buts que s'est conclue la confrontation face au Barça. Fin décembre, troisième match et troisième défaite face au rival catalan à l'occasion de la Coupe ASOBAL, les madrilènes atteignant la pause sur un score de parité (13-13) mais étant dépassés en seconde période pour s'incliner lourdement 24 à 32. Pendant ce temps, en Ligue des champions, le club termine l'année 2012 par sa quatrième défaite en sept matchs, battus par le THW Kiel. Qualifié malgré tout pour les huitièmes de finale, les hommes de Dujshebaev sont tenus en échec à domicile 29-29 par le Füchse Berlin et sont donc tout proche de l'élimination mais réalisent un exploit lors du match retour en s'imposant d'un but à Berlin, 27 à 26. Opposé à Barcelone en quart de finale, l'Atlético réalise un match parfait en s'imposant de cinq longueurs lors du match aller au Palacio Vistalegre de Madrid grâce notamment à un Hombrados revenu à son meilleur niveau, aux 6 buts marqués par Canellas et Lazarov et à l'arrêt de Balić transformé en gardien de but improvisé. Entre ces deux matchs, le Barça devient champion d'Espagne en remportant son 27e match en autant de journée : l'Atlético devra se contenter de la deuxième place. Et lors du match retour, Barcelone confirme sa domination sur le territoire hispanique : menés 4 à 12 au bout de vingt minutes, les hommes de Dujshebaev s'inclinent finalement 24 à 32 et doivent laisser à leur adversaire la place pour le Final Four. Le club sauve toutefois l'honneur lors de la dernière compétition qu'elle dispute, la Coupe du Roi (es) : vainqueur du SD Octavio 36 à 24 en huitièmes de finale puis du BM Granollers en quart de finale (30 à 25 et 33 à 28), le club participe donc au Final Four de la compétition joué à Logroño début mai. Opposé à Barcelone en demi-finale, Madrid parvient à briser l'hégémonie barcelonaise en s'imposant sur le score de 31 à 28 (14-8 à la mi-temps). En finale, les hommes de Dujshebaev ne manquent pas l'occasion de poursuivre la tradition de remporter au moins un titre national par saison en s'imposant nettement 38 à 28 face au Naturhouse La Rioja qui évoluait pourtant à domicile.

#### L'intersaison 2013
À la fin de la saison, le club continue sa marche en avant et négocie auprès de la mairie de Madrid la possibilité d'évoluer dans la Madrid Arena, l'une des plus grandes salles multisports du pays avec ses 12 000 places. De même, Talant Dujshebaev a confiance en l'avenir de son club au point de refuser une offre qatarienne et de faire venir son fils Alex, grand espoir du handball espagnol. En Ligue des champions, tombé dans le groupe le plus relevé avec notamment Kiel, Kielce et Dunkerque, Dujshebaev n'a pas pour autant revu ses ambitions à la baisse et vise la première place du groupe. Les transferts conclus sont les suivants :
| Départs à l'intersaison 2013 - Magnus Dahl, gardien de but, vers HSG Wetzlar - Edu Fernandez, pivot, vers Cavigal Nice - Roberto García Parrondo, ailier droit, vers Pick Szeged - Kiril Lazarov, arrière droit, vers FC Barcelone - Josep Masachs, ailier droit, vers Naturhouse La Rioja - Angel Romero, pivot, vers Naturhouse La Rioja | Arrivées prévues à l'intersaison 2013 - Victor Alonso, ailier droit, en provenance de BM Valladolid - Christian Dissinger, arrière gauche, en provenance de Kadetten Schaffhausen - Alex Dujshebaev, arrière droit, en provenance de BM Aragon - Iñaki Malumbres, gardien de but, en provenance de CB Ademar León - Pedro Rodríguez Álvarez, ailier gauche, en provenance de Naturhouse La Rioja - Alberto Val, pivot, en provenance de HCM Constanța - Victor Vigo, demi-centre, en provenance de BM Aragon |

Par ailleurs, deux autres transferts pour l'intersaison suivante sont d'ores et déjà actés : le demi-centre espagnol Joan Cañellas prendra la direction du club allemand du HSV Hambourg tandis que le gardien de but danois Jannick Green arrivera en provenance du club danois Bjerringbro-Silkeborg.
En réalité, si d'un point de vue numérique, le nombre de joueurs reste stable, l'effectif, amputé des départs de Lazarov qui a rejoint le rival Barcelonais et de García Parrondo notamment, est bien moins prestigieux que par le passé. Ceci n'est en fait qu'une conséquence des difficultés financières persistantes, contraignant le club à diminuer son budget.

#### Le clap de fin
Finalement, malgré ces efforts et la manne remportée au Qatar 10 mois plus tôt, le 9 juillet 2013, la sentence tombe : dans un communiqué, son président Domingo Díaz de Mera (es) publie que le club est dans l'incapacité de se maintenir économiquement et doit procéder à sa liquidation,,. Incapable de trouver un sponsor, la dette de 900 000 € envers le Trésor Public espagnol était trop importante.
Un an après la disparition de l'AG Copenhague, étoile filante du handball danois que l'Atlético avait difficilement battu en demi-finale de la Ligue des champions 2011-2012, c'est cette fois un monstre sacré du handball espagnol et mondial qui disparaît : trois Ligue des champions (auxquelles on peut ajouter trois finales), deux Coupes des coupes et trois Coupe du monde des clubs sur la scène internationale ainsi et dix-neuf titres nationaux (cinq Championnats d'Espagne, cinq Coupes du Roi, cinq Coupes ASOBAL et quatre Supercoupes d'Espagne).
Alors que de nombreux clubs ont déjà bouclé leurs effectifs, plusieurs joueurs se retrouvent sur le carreau, souvent sans avoir été payés pendant des mois du fait des difficultés financières du club, et doivent au plus vite trouver un club étant susceptible de les accueillir. Pour les grands noms restants du club, ceux-ci n'ont pas de peine à trouver des propositions sérieuses : Talant Dujshebaev et Julen Aguinagalde rejoignent l'ambitieux club polonais du KS Kielce, Raúl González, Alex Dujshebaev et Iñaki Malumbres prennent la direction du club macédonien du Vardar Skopje, l'immense Ivano Balić terminera sa carrière au HSG Wetzlar, Xavier Barachet est recruté par le Paris SG mais aussitôt prêté au St-Raphaël pour qu'il puisse récupérer de son opération à l'épaule, Joan Cañellas rejoint le HSV Hambourg un an plus tôt que prévu et Jonas Källman, après 11 saisons passées avec le club, trouve refuge une saison dans son pays natal à l'IFK Skövde HK avant de rejoindre la saison suivante le club hongrois du SC Pick Szeged. Mais la tâche est plus ardue pour les autres joueurs moins connus, jeunes ou vieillissant, au cœur d'un handball espagnol dans la crise avec les disparitions successives d'autres grands clubs espagnols tels le Teka Santander en 2008, le Portland San Antonio en 2013 ou encore le BM Valladolid en 2014. Le tableau ci-après récapitule l'effectif prévu au moment de la liquidation ainsi que le point de chute des différentes entraîneurs et joueurs :
| Nº | Nom                     | Taille | Poids  | Nationalité | Position       | Club après liquidation       |
| -- | ----------------------- | ------ | ------ | ----------- | -------------- | ---------------------------- |
| -  | Talant Dujshebaev       | 1,83 m | 88 kg  | Espagne     | Entraîneur     | KS Kielce                    |
| -  | Raúl González           | 1,85 m | -      | Espagne     | Entraîneur     | Vardar Skopje                |
| 1  | José Javier Hombrados   | 1,97 m | 98 kg  | Espagne     | Gardien        | Al Sadd SC                   |
| 2  | Miguel Sánchez Migallón | 2,00 m | 90 kg  | Espagne     | Arrière gauche | Logroño La Rioja             |
| 5  | Jonas Källman           | 2,00 m | 100 kg | Suède       | Ailier gauche  | IFK Skövde HK                |
| 8  | Álvaro Ferrer           | 1,90 m | 94 kg  | Espagne     | Demi-centre    | FC Porto                     |
| 12 | Antonio Díez            | 1,92 m | 100 kg | Espagne     | Gardien de but | BM SAFA Madrid               |
| 13 | Julen Aguinagalde       | 1,95 m | 116 kg | Espagne     | Pivot          | KS Kielce                    |
| 14 | David Davis             | 1,85 m | 90 kg  | Espagne     | Ailier gauche  | FC Porto                     |
| 19 | Xavier Barachet         | 1,95 m | 90 kg  | France      | Arrière droit  | Paris SG → Saint-Raphaël VHB |
| 21 | Joan Cañellas           | 1,98 m | 100 kg | Espagne     | Demi-centre    | HSV Hambourg                 |
| 22 | Mariusz Jurkiewicz      | 1,99 m | 105 kg | Pologne     | Arrière gauche | Wisła Płock                  |
| 25 | Jakov Gojun             | 2,03 m | 112 kg | Croatie     | Arrière gauche | Paris Saint-Germain          |
| 34 | Ivano Balić             | 1,89 m | 92 kg  | Croatie     | Demi-centre    | HSG Wetzlar                  |
| -  | Victor Alonso           | 1,88 m | 87 kg  | Espagne     | Ailier droit   | CB Ademar León               |
| -  | Christian Dissinger     | 2,03 m | 105 kg | Allemagne   | Arrière gauche | TuS N-Lübbecke               |
| -  | Alex Dujshebaev         | 1,87 m | 84 kg  | Espagne     | Arrière droit  | Vardar Skopje                |
| -  | Iñaki Malumbres         | 1,85 m | 84 kg  | Espagne     | Gardien de but | Vardar Skopje                |
| -  | Pedro Rodríguez Álvarez | 1,92 m | 85 kg  | Espagne     | Ailier gauche  | Logroño La Rioja             |
| -  | Alberto Val             | 2,08 m | 95 kg  | Espagne     | Pivot          | BM Aragón                    |
| -  | Victor Vigo             | 1,86 m | 90 kg  | Espagne     | Demi-centre    | BM Guadalajara               |

## Palmarès
À noter que l'année indiquée est, sauf précision, celle de la fin de la saison. Par exemple, une victoire en 2008 peut avoir eu lieu entre septembre et décembre 2007 ou entre janvier et juin 2008.
| Compétitions internationales | Compétitions nationales |
| - Ligue des champions (C1) - Vainqueur (3) : 2006, 2008, 2009 - Finaliste (3) : 2005, 2011, 2012 - Coupe des vainqueurs de coupe (C2) - Vainqueur (2) : 2002, 2003 - Coupe des Villes (C4) - Finaliste (1) : 1999 - Supercoupe d'Europe - Vainqueur (3) : 2005, 2006, 2008 - Super Globe - Vainqueur (3) : 2007, 2010, 2012 - Finaliste (1) : 2011 | - Championnat d'Espagne - Vainqueur (5) : 2004, 2007, 2008, 2009, 2010 - Vice-champion (6) : 2003, 2005, 2006, 2011, 2012, 2013 - Coupe du Roi - Vainqueur (5) : 2003, 2008, 2011, 2012, 2013 - Finaliste (6) : 2001, 2002, 2004, 2006, 2007, 2009 - Coupe ASOBAL - Vainqueur (6) : 2004, 2005, 2006, 2007, 2008, 2011 - Finaliste (2) : 2010, 2013 - Supercoupe d'Espagne - Vainqueur (4) : 2004, 2007, 2010, 2011 - Finaliste (5) : 2003, 2008, 2009, 2012 |

1. 1 2 3 4  Remarque : la Supercoupe d'Europe, la Coupe du monde des clubs et la Supercoupe d'Espagne ont lieu en début de saison sportive, donc une victoire à l'année N correspond à la saison N-(N+1)

### Parcours détaillé (1992-2013)
Ce tableau détaille le parcours du club entre 1992, année de son accession dans l'élite du handball espagnol, et 2013, année de sa disparition :
| Saison                | Compétitions nationales | Compétitions nationales | Compétitions nationales | Compétitions nationales | Compétitions internationales | Compétitions internationales | Compétitions internationales |
| Saison                | Championnat             | Coupe du Roi            | Coupe ASOBAL            | Supercoupe              | Coupes d'Europe*             | Supercoupe d'Europe          | Mondial des clubs            |
| ADC Caserio Vigón     | ADC Caserio Vigón       | ADC Caserio Vigón       | ADC Caserio Vigón       | ADC Caserio Vigón       | ADC Caserio Vigón            | ADC Caserio Vigón            | ADC Caserio Vigón            |
| --------------------- | ----------------------- | ----------------------- | ----------------------- | ----------------------- | ---------------------------- | ---------------------------- | ---------------------------- |
| 1992-1993             | 16e (en)                | N.Q.                    | N.Q.                    | N.Q.                    | N.Q.                         | /                            | /                            |
| ADC / BM Ciudad Real  |                         |                         |                         |                         |                              |                              |                              |
| 1993-1994             | 11e (en)                | N.Q.                    | N.Q.                    | N.Q.                    | N.Q.                         | /                            | /                            |
| 1994-1995             | 9e (en)                 | 1/4 de finale           | N.Q.                    | N.Q.                    | N.Q.                         | /                            | /                            |
| 1995-1996             | 12e (en)                | 1/4 de finale           | N.Q.                    | N.Q.                    | N.Q.                         | /                            | /                            |
| 1996-1997             | 8e (en)                 | 1/4 de finale           | N.Q.                    | N.Q.                    | N.Q.                         | N.Q.                         | N.Q.                         |
| 1997-1998             | 6e (en)                 | 1/4 de finale           | N.Q.                    | N.Q.                    | N.Q.                         | N.Q.                         | /                            |
| 1998-1999             | 4e                      | 1/4 de finale           | N.Q.                    | N.Q.                    | C4 : Finaliste               | N.Q.                         | /                            |
| 1999-2000             | 7e (en)                 | 1/4 de finale           | N.Q.                    | N.Q.                    | C3 : 1/4 de finale           | N.Q.                         | /                            |
| 2000-2001             | 5e                      | Finaliste               | 1/2 finale              | N.Q.                    | N.Q.                         | N.Q.                         | /                            |
| 2001-2002             | 4e                      | Finaliste               | 1/2 finale              | N.Q.                    | C2 : Vainqueur               | N.Q.                         | /                            |
| 2002-2003             | 2e (en)                 | Vainqueur               | 1/2 finale              | N.Q.                    | C2 : Vainqueur               | 3e                           | /                            |
| 2003-2004             | Champion                | Finaliste               | Vainqueur               | Finaliste               | C1 : 1/2 finale              | 3e                           | /                            |
| 2004-2005             | 2e                      | 1/2 finale              | Vainqueur               | Vainqueur               | C1 : Finaliste               | 3e                           | /                            |
| 2005-2006             | 2e                      | Finaliste               | Vainqueur               | N.Q.                    | C1 : Vainqueur               | Vainqueur                    | /                            |
| 2006-2007             | Champion                | 1/4 de finale           | Vainqueur               | N.Q.                    | C1 : 1/4 de finale           | Vainqueur                    | Vainqueur                    |
| 2007-2008             | Champion                | Vainqueur               | Vainqueur               | Vainqueur               | C1 : Vainqueur               | N.Q.                         | N.Q.                         |
| 2008-2009             | Champion                | Finaliste               | 1/2 finale              | Finaliste               | C1 : Vainqueur               | Vainqueur                    | N.Q.                         |
| 2009-2010             | Champion                | 1/2 finale              | Finaliste               | Finaliste               | C1 : 3e                      | /                            | Vainqueur                    |
| 2010-2011             | 2e                      | Vainqueur               | Vainqueur               | Vainqueur               | C1 : Finaliste               | /                            | Finaliste                    |
| BM Atlético de Madrid |                         |                         |                         |                         |                              |                              |                              |
| 2011-2012             | 2e                      | Vainqueur               | 1/2 finale              | Vainqueur               | C1 : Finaliste               | /                            | N.Q.                         |
| 2012-2013             | 2e                      | Vainqueur               | Finaliste               | Finaliste               | C1 : 1/4 de finale           | /                            | Vainqueur                    |

## Personnalités liées au club

### Joueurs du club
En l'honneur des joueurs qui les portaient, les numéros des maillots suivants ont été retirés :
- numéro 10, porté par Talant Dujshebaev, joueur du BM Ciudad Real de 2001 à 2005, maillot retiré en 2005[31],[143]
- numéro 17, porté par Rolando Uríos, joueur du BM Ciudad Real de 2001 à 2009, maillot retiré en 2009[144]
- numéro 3, porté par Cecilio Alonso (es), joueur du Club Atlético Madrid de 1976 à 1987 et de 1990 à 1992, maillot retiré en 2011[145]. À noter que Cecilio Alonso n'a jamais évolué stricto sensu dans le club, dans la mesure où il a évolué pour le Club Atlético de Madrid, section du club omnisports de l'Atlético disparue en 1994, tandis que le BM Atlético Madrid, ayant existé entre 2011 et 2013 à la suite du BM Ciudad Real, n'était pas une refondation de cette section, même si cette éventualité était évoquée quant à l'avenir du club.

Parmi les joueurs ayant évolué pour le club, la première recrue importante a été Rafael López de León (es) en 1988. Cet ancien international espagnol termine sa carrière au Caserío Vigón avant d'en devenir entraîneur. En 1993, le club, devenu ADC Ciudad Real, profite, comme de nombreux clubs allemands, espagnols ou français, de l'émigration des anciens joueurs de l'ancien bloc de l'Est en recrutant Sergueï Bebechko, handballeur ukrainien champion olympique en 1992 avec l'équipe unifiée. Les années suivantes, profitant des retombées du Championnat d'Europe de handball 1996 (Ciudad Real est l'une des deux villes hôtes), plusieurs joueurs rejoignent le club à l'intersaison, tels que Mikel Rekondo, Miladin Ostojić ou Samuel Trives qui restera au club jusqu'en 2005. Les saisons suivantes sont marquées par l'arrivée du gardien de but international espagnol Jordi Núñez en 1997, du pivot russe Oleg Grebnev (champion olympique en 1992, champion du monde en 1993 et champion d'Europe en 1996) en 1998 ou encore du « marteau cubain » Julio Fis en 2000.
Par la suite, ce sont au cours des étés 2001 et 2002 que le club change de dimension en recrutant de nombreux joueurs de niveau mondial. Arrivent ainsi en 2001 le demi-centre hispano-russe Talant Dujshebaev (élu à deux reprises meilleur handballeur mondial de l'année en 1994 et 1996), le pivot cubain Rolando Uríos (qui sera élu meilleur pivot de la saison en Espagne en 2005, 2006 et 2007), les internationaux espagnols Mariano Ortega, Santiago Urdiales ou Iker Romero (élu meilleur espoir de la saison en Espagne en 2002) ou encore l'arrière russe Sergueï Pogorelov et l'ailier danois Christian Hjermind. Puis, à l'intersaison 2002 sont recrutés Alberto Entrerríos (qui sera élu meilleur arrière gauche de la saison en Espagne en 2004 et 2007), José Javier Hombrados (qui sera élu meilleur gardien de but de la saison en Espagne en 2004 et 2005) et Jonas Källman, trois joueurs qui marqueront l'histoire du club en restant plus de dix ans au club. Le pivot espagnol Carlos Prieto et le demi-centre égyptien Hussein Zaky, premier joueur africain majeur à jouer en Europe, sont deux autres recrues importantes de l'été 2002.
De 2003 à 2005, le club passe encore la vitesse supérieure pour se constituer l'un des plus beaux effectifs d'Europe afin de remporter la Ligue des champions, chose que le club réalisera justement à l'issue de la saison 2005-2006. Ainsi, le Français Didier Dinart (qui sera élu meilleur défenseur des 20 ans de la Ligue des champions et de la saison en Espagne en 2009, 2010 et 2011) et l'Islandais Ólafur Stefánsson (qui sera élu meilleur arrière droit des 20 ans de la Ligue des champions et de la saison en Espagne en 2004, 2007 et 2009 et qui sera meilleur buteur de la Ligue des champions 2007-2008) rejoignent le club en 2003 en compagnie du demi-centre slovène Aleš Pajovič. En 2004, c'est la filière de l'ex-Yougoslavie qui constitue une partie des principaux renforts du club avec notamment l'arrivée en 2004 du gardien de but Arpad Šterbik, qui sera le premier et seul joueur du club à être élu meilleur handballeur mondial de l'année en 2005 et du génial ailier croate Mirza Džomba (élu meilleur ailier droit de la saison en 2005 et 2006), puis en 2005 de l'arrière droit Petar Metličić et du demi-centre slovène Siarhei Rutenka qui a été un des grands artisans de la victoire du RK Celje lors de la Ligue des champions 2003-2004 en marquant notamment à 24 reprises lors des deux matchs de la finale. Mais cette intersaison 2005 est également marquée la fin de carrière de Talant Dujshebaev (même si les circonstances feront qu'il devra à nouveau fouler les parquets) pour devenir entraîneur du club. En son honneur, le numéro 10 qu'il portait a été retiré (cf. supra).
Les saisons suivantes sont marquées du sceau de la stabilité avec l'arrivée du demi-centre slovène Uroš Zorman comme seul mouvement majeur en 2006 puis, en 2007, avec deux départs (Prieto et Džomba) pour deux arrivées (Viran Morros et Chema Rodríguez). Par la suite, en 2008, les récents champions olympiques français Luc Abalo et Jérôme Fernandez retrouvent le défenseur Didier Dinart. Le premier nommé sera élu lors des quatre saisons passées au club meilleur ailier droit de la saison en Espagne (2009, 2010, 2011 et 2012) tandis que Fernandez est récompensé lors des deux saisons passées au club comme meilleur arrière gauche du championnat en 2009 et 2010.
L'intersaison 2009 marque un changement pour le club avec deux arrivées (les espagnols Julen Aguinagalde et Joan Cañellas) contre quatre départs majeurs (Pajovič, Stefánsson, Rutenka et Zorman) et un joueur, Rolando Uríos, qui arrête sa carrière et a l'honneur de voir son maillot retiré (cf. supra). Les deux nouveaux joueurs seront toutefois de bonnes recrues pour le club puisque le pivot Aguinagalde sera récompensé à trois reprises du titre de meilleur handballeur de la saison en Espagne (en 2010, 2012 et 2013) tandis que Cañellas sera élu meilleur demi-centre de la saison en 2012 et 2013.
Enfin, au cours des saisons suivantes, la baisse de qualité de l'effectif se confirme avec les difficultés financières du club avec comme seules arrivées majeures l'arrière droit macédonien Kiril Lazarov en 2010, puis le génie croate Ivano Balić et l'arrière droit français Xavier Barachet en 2012. Entretemps, le club s'est séparé de Metličić et Fernandez en 2010, de Viran Morros en 2011 puis, alors que le club est devenu Atlético Madrid, d'Abalo, de Dinart, d'Entrerríos, de Šterbik ou encore de Chema Rodríguez en 2012. Enfin, la disparition du club en 2013 conduira tous les joueurs du club à trouver une autre équipe, à l'instar de José Javier Hombrados et de Jonas Källman après onze saisons passées à défendre les couleurs du club.
Les joueurs récompensés lors de leur passage au club sont listés dans le tableau ci-dessous :
| Joueur                | Arrivée | Départ | Récompenses                                                     | Nombre | Période(s)                                                      |
| --------------------- | ------- | ------ | --------------------------------------------------------------- | ------ | --------------------------------------------------------------- |
| / Arpad Šterbik       | 2004    | 2012   | élu meilleur handballeur mondial de l'année                     | 1      | Année 2005                                                      |
| / Arpad Šterbik       | 2004    | 2012   | élu meilleur handballeur de la saison en Espagne                | 1      | Saison 2005-2006                                                |
| / Arpad Šterbik       | 2004    | 2012   | élu meilleur gardien de but de la saison en Espagne             | 5      | Saisons 2005-2006, 2006-2007, 2007-2008, 2008-2009 et 2009-2010 |
| Ólafur Stefánsson     | 2003    | 2009   | élu meilleur arrière droit des 20 ans de la Ligue des champions | 1      | de 1993 à 2013                                                  |
| Ólafur Stefánsson     | 2003    | 2009   | Meilleur buteur de la saison en Ligue des champions             | 1      | Saison 2007-2008                                                |
| Ólafur Stefánsson     | 2003    | 2009   | élu meilleur arrière droit de la saison en Espagne              | 3      | Saisons 2003-2004, 2006-2007 et 2008-2009                       |
| Didier Dinart         | 2003    | 2012   | élu meilleur défenseur des 20 ans de la Ligue des champions     | 1      | de 1993 à 2013                                                  |
| Didier Dinart         | 2003    | 2012   | EHF Award                                                       | 1      | Pour l'ensemble de sa carrière (jusqu'en 2011)                  |
| Didier Dinart         | 2003    | 2012   | élu meilleur défenseur de la saison en Espagne                  | 3      | Saisons 2008-2009, 2009-2010 et 2010-2011                       |
| Julen Aguinagalde     | 2009    | 2013   | élu meilleur handballeur de la saison en Espagne                | 3      | Saisons 2009-2010, 2011-2012 et 2012-2013                       |
| Julen Aguinagalde     | 2009    | 2013   | élu meilleur pivot de la saison en Espagne                      | 4      | Saisons 2009-2010, 2010-2011, 2011-2012 et 2012-2013            |
| Luc Abalo             | 2008    | 2012   | élu meilleur ailier droit de la saison en Espagne               | 4      | Saisons 2008-2009, 2009-2010, 2010-2011 et 2011-2012            |
| Luc Abalo             | 2008    | 2012   | EHF Award                                                       | 1      | Pour l'ensemble de sa carrière (jusqu'en 2011)                  |
| Iker Romero           | 2001    | 2003   | élu meilleur espoir de la saison en Espagne                     | 1      | Saisons 2001-2002                                               |
| / Rolando Uríos       | 2001    | 2009   | élu meilleur pivot de la saison en Espagne                      | 3      | Saisons 2004-2005, 2005-2006 et 2006-2007                       |
| Alberto Entrerríos    | 2002    | 2012   | élu meilleur arrière gauche de la saison en Espagne             | 2      | Saisons 2003-2004 et 2006-2007                                  |
| José Javier Hombrados | 2002    | 2013   | élu meilleur gardien de but de la saison en Espagne             | 2      | Saisons 2003-2004 et 2004-2005                                  |
| Mirza Džomba          | 2004    | 2007   | élu meilleur ailier droit de la saison en Espagne               | 2      | Saisons 2004-2005 et 2005-2006                                  |
| Viran Morros          | 2007    | 2011   | élu meilleur défenseur de la saison en Espagne                  | 1      | Saison 2007-2008                                                |
| Jérôme Fernandez      | 2008    | 2010   | élu meilleur arrière gauche de la saison en Espagne             | 2      | Saisons 2008-2009 et 2009-2010                                  |
| Joan Cañellas         | 2009    | 2013   | élu meilleur demi-centre de la saison en Espagne                | 2      | Saisons 2011-2012 et 2012-2013                                  |
| Jonas Källman         | 2002    | 2013   | élu meilleur handballeur suédois de la saison                   | 1      | Saison 2008-2009                                                |
| Eric Gull             | 2009    | 2010   | élu meilleur handballeur argentin de l'année                    | 1      | Année 2010                                                      |

Parmi les joueurs ayant évolué pour le club mais non récompensés, on trouve notamment (ordre alphabétique) :
- Ivano Balić : de 2012 à 2013
- Xavier Barachet : de 2012 à 2013
- Sergueï Bebechko : de 1993 à 2000
- Gheorghe Covaciu : de 1991 à 1993
- David Davis : de 2005 à 2013
- Talant Dujshebaev : de 2001 à 2007
- / Julio Fis : de 2000 à 2001 et de 2005 à 2007
- Oleg Grebnev : de 1998 à 2002
- Christian Hjermind : de 2001 à 2003 et de 2007 à janvier 2008
- Stéphane Joulin : de 2003 à 2004
- Kiril Lazarov : de 2010 à 2013
- Petar Metličić : de 2005 à 2010
- Jordi Núñez : de 1997 à 2003
- Aleš Pajovič : de 2003 à 2009
- Sergueï Pogorelov : de 2001 à 2003
- Carlos Prieto : de 2002 à 2007
- Chema Rodríguez : de 2007 à 2012
- Siarhei Rutenka : de 2005 à 2009
- Samuel Trives : de 1996 à 2005
- Hussein Zaky : de 2002 à 2005
- Uroš Zorman : de 2006 à 2009

### Entraîneurs du club
Carlos Sierra et Rafael López de León (es) (à partir de 1988) sont les deux premiers entraîneurs du club, alors nommé Caserío Vigón, permettant une accession rapide vers l'élite espagnole. Après les intermèdes menés par Francisco Sánchez (saison 1993-1994) puis par José Julio Espina, ce dernier étant démis de ses fonctions en décembre 1995, Rafael López de León (es) retrouve alors son poste d'entraîneur et participe activement à la progression du club. Il permet ainsi au désormais BM Ciudad Real de passer d'une 12e place en 1996 à la 4e place atteinte en 1999, saison au cours de laquelle atteint sa première finale de coupe d'Europe avec la Coupe des Villes.
En 2000, les nouvelles ambitions du club sont illustrées par l'arrivée Veselin Vujović. L'ancien demi-centre yougoslave a constitué le premier grand transfert du handball mondial à la fin des années 1980 et a été le premier joueur à être élu meilleur handballeur mondial de l'année en 1988. L'Ukrainien Sergueï Bebechko, au club depuis 1993, est nommé entraîneur-adjoint. Vujović permet alors au club de continuer sa progression avec deux demi-finales de Coupe ASOBAL, deux finales en Coupe du Roi et surtout la victoire lors de la Coupe d'Europe des vainqueurs de coupe 2001-2002, remportant ainsi le premier trophée du club. Mais, lors de la finale aller, remportée 31 à 22, de nombreuses violences et altercations ont lieu et Vujović est suspendu de toute fonction officielle pendant 2 ans par l'EHF
C'est alors Juan de Dios Román, ancien sélectionneur de l'équipe nationale espagnole, qui est prend les rênes du club et permet au club de s'affirmer comme un club de premier ordre sur la scène nationale et internationale. Le club réalise ainsi le doublé en Coupe des Coupes, remporte son premier trophée avec la coupe du Roi 2003 et, un an après avoir atteint la deuxième place, remporte le championnat d'Espagne 2004. Ayant également remporté la Coupe ASOBAL en 2004 et 2005 ainsi que la Supercoupe d'Espagne en septembre 2004, de Dios Román a permis au club de remporter au moins une fois l'ensemble des trophées espagnols en un peu plus de deux ans. De plus, pour sa première participation à la Ligue des champions, le club atteint la demi-finale de la compétition et réalise même l'exploit la saison suivant d'attendre la finale.
2005 est marquée par l'arrivée d'un nouveau duo formé de Talant Dujshebaev et de Raúl González Gutiérrez. Et il s'agit d'un important changement de fond puisque, à 63 ans, Juan de Dios Román arrête sa carrière d'entraineur après de nombreux titres remportés avec le Club Atlético de Madrid (le club historique, à ne pas confondre avec le déménagement du BM Ciudad Real à Madrid) et l'équipe nationale d'Espagne tandis que Dujshebaev et Raúl sont deux jeunes retraités des parquets : le premier évoluait dans le club depuis 2001 et le second débarque à Ciudad Real après avoir évolué toute sa carrière durant dans le club du BM Valladolid. Mais le pari du président Díaz de Mera s'avère payant, puisque renforcé par de nombreux joueurs parmi les meilleurs mondiaux, le duo permet au club de devenir le meilleur club de la fin des années 2000 en remportant de nombreux titres : trois Ligues des champions en l'espace de quatre ans (2006, 2008 et 2009), trois Supercoupes d'Europe et trois Coupes du monde des clubs sur la scène internationale, auxquelles viennent s'ajouter quatre titres consécutifs de champion d'Espagne (2007 à 2010), quatre nouvelles Coupes du Roi et quatre nouvelles Coupes ASOBAL. Et à cela, on peut ajouter de nombreuses finales ou deuxièmes places accumulées jusqu'à la fin du club en 2013. Si Dujshebaev a bien été élu meilleur entraîneur de la saison en 2008-2009, l'impact d'un entraîneur (ou d'un duo) est souvent difficile à expliciter et ce sont généralement les joueurs qui en parlent le mieux. Ainsi, l'Islandais Ólafur Stefánsson, qui sera élu meilleur arrière droit des 20 ans de la Ligue des champions, explique qu'en 2005, « malgré les résultats, nous n'utilisions pas tout notre potentiel. Si bien que je voulais quitter le club après ces deux saisons. ». Mais la nomination de Talant Dujshebaev comme entraîneur le fait changer d'avis. « Avec son adjoint, Raul Gonzalez, l'un ne va pas sans l'autre. Ils se complètent, c'est un peu le ying et le yang ! C'est la plus belle équipe avec laquelle j'aie jamais joué. Avoir de grands joueurs, c'est bien mais s'ils ne jouent pas en équipe, ça ne sert à rien. Ciudad Real, c'est ma dream team avec des dream coaches ! ». De même, Didier Dinart affirme que c'est grâce à Talant Dujshebaev et Raúl González qu'il a « franchi un cap lors de la saison 2005-2006, où j'ai complètement changé ma façon de défendre », devenant un des si ce n'est le meilleur défenseur de l'histoire du handball.

### Présidents du club
En 1993, Felipe Caballero rachète la licence sportive de l'ADC Caserío Vigón et devient le premier président de l'Agrupación Deportiva Cultural Ciudad Real.
En 1999, Domingo Díaz de Mera (es), un homme d'affaires né à Ciudad Real et ayant fait fortune dans l'immobilier et la communication, prend la direction du club. Après avoir été président de l'ASOBAL, l'association des clubs professionnels de handball espagnols, entre 1993 et 2000, il est celui qui donné des moyens aux ambitions du club. Il sera l'instigateur de l'arrivée d'entraîneurs renommés tels Veselin Vujović ou Juan de Dios Román et de grands joueurs mondiaux tels Talant Dujshebaev en 2001, Didier Dinart et Ólafur Stefánsson en 2003, Arpad Šterbik et Mirza Džomba en 2004, Luc Abalo et Jérôme Fernandez en 2008 ou encore Ivano Balić en 2012. De plus, il permet au club de passer d'une salle de 2 000 places, le Pabellón Santa María, à la Quijote Arena, nouvelle infrastructure de 5 863 places inaugurée le 28 décembre 2003 et dans laquelle le BM Ciudad Real connaîtra ses plus grands moments entre 2003 à 2011. Devant faire face à d'importants problèmes financiers en 2011, il décide de transférer le club à Madrid en devenant BM Atlético de Madrid. Et c'est lui qui annoncera le clap de fin du club le 9 juillet 2013 : lui-même endetté dans le fiasco de l'aéroport de Ciudad Real, Domingo Díaz de Mera (es) est ainsi contraint de mettre fin à l'épopée d'un club aux finances exsangues.

## Oppositions

### Équipes espagnoles
Aucun derby ou opposition régionale n'a marqué l'histoire du club, mais principalement trois clubs ont constitué les rivaux du BM Ciudad Real :
- FC Barcelone : en championnat, le BM Ciudad Real s'est classé à la deuxième place à cinq reprises derrière le club catalan. Par ailleurs, que ce soit en Coupe du Roi, en Coupe ASOBAL ou en Supercoupe, plusieurs oppositions ont tourné en faveur de Barcelone. Les deux clubs se sont également rencontrés à plusieurs reprises en Ligue des champions puisque le club catalan s'est notamment imposé à deux reprises en finale face à Ciudad Real, en 2005 et en 2011.
- Portland San Antonio / PSA Pampelune : au début des années 2000, le club navarrais était, avec le Barça, le principal concurrent sur la scène nationale. En 2001, Pampelune s'est imposé à Ciudad Real en finale de la coupe de Roi, puis est champion d'Espagne 2005 devant le BM Ciudad Real. Et c'est face à Pampelune que Ciudad Real remporte sa première Ligue des champions en 2006. Pourtant, la saison suivante, c'est bien Pampelune qui élimine Ciudad Real en quart de finale. Cela constitue néanmoins l'un des derniers faits d'armes du club qui décline à compter de 2008 avant de disparaître en 2012.
- BM Valladolid : moins puissant que les deux clubs précédents, ce club ne peut lutter sur la durée en championnat mais est capable d'exploits en coupe. Ainsi, en coupe du Roi, Valladolid s'impose face au BM Ciudad Real en demi-finale en 2005 puis en finale en 2006.

### Équipes européennes
Sur la scène européenne, outre les clubs espagnols, ce sont principalement face aux clubs allemands que se sont jouées les rencontres les plus importantes du club :
- SG Flensburg-Handewitt[152] : le BM Ciudad Real a croisé le club allemand lors de ses deux premières finales européennes : battu en finale de la Coupe des Villes 1998-1999, Ciudad Real remporte trois ans plus tard la Coupe d'Europe des vainqueurs de coupe 2001-2002 en s'imposant face à Flensburg, par ailleurs tenant du titre. Enfin, les deux clubs se croisent à nouveau en Ligue des champions à deux occasions et à chaque fois Ciudad Real a dominé son adversaire : en demi-finale 2006, les Espagnols s'imposent de neuf buts lors du match aller (31-22) et de deux buts en Allemagne (29-27), puis en quart de finale en 2011, Ciudad Real surclasse Flensburg lors du match aller en Allemagne sur le score sans appel de 38 à 24.
- HSV Hambourg : le club du nord de l'Allemagne a souvent croisé le chemin du BM Ciudad Real en Ligue des champions, mais les confrontations ont toujours, non sans difficultés, tourné à l'avantage de Ciudad Real : demi-finale en 2008 (34 à 27 et 26 à 32), demi-finale en 2009 (30 à 29 et 33 à 31), quart de finale en 2010 (22 à 26 et 35 à 27) et enfin demi-finale du Final Four en 2011 (28 à 23).
- THW Kiel[153] : les deux clubs se sont retrouvés par trois fois en finale de la Ligue des champions. Lors des deux premières confrontation, en 2008 puis en 2009, c'est Ciudad Real qui devient champion d'Europe alors que le club allemand semblait avoir les cartes en main pour l'importer. En effet, en 2008, malgré la défaite à domicile 27 à 29 lors de la finale aller en Espagne, Ciudad Real parvient à renverser la vapeur en s'imposant en Allemagne 31 à 25 alors que Kiel, tenant du titre, avait jusqu'alors réalisé un parcours quasi parfait. La saison suivante, les deux clubs se retrouvent avec le FC Barcelone dans un même groupe de la mort lors du tour principal pour seulement deux places qualificatives. Ciudad Real et Kiel remportent tous leurs matchs face au Barça, se qualifient pour les quarts de finale avec un bilan équilibré (défaite 26 à 33 à Kiel et victoire 35 à 33 à domicile) puis se retrouvent en finale. Vainqueur de 5 buts lors du match aller en Allemagne (39-34), Kiel pense tenir sa revanche quand Ciudad Real accuse un déficit cumulé de 9 buts (16-20, 38e minute), mais les hommes de Dujshebaev réalisent une fin de match exceptionnelle, s'imposent finalement 33 à 27 et laisse Kiel avec ses regrets. En 2010, les deux clubs se retrouvent à nouveau en demi-finale du premier Final Four de l'histoire de la Ligue des champions, mais malgré 50 minutes en faveur de Ciudad Real, l'opposition tourne cette fois-ci à l'avantage de Kiel qui s'impose 29 à 27. Et deux saisons plus tard, Kiel tient enfin sa revanche en s'imposant 26 à 21 en finale de la Ligue des champions face au désormais BM Atlético Madrid. Enfin, les deux clubs se sont rencontrés à deux reprises en finale de la Coupe du monde des clubs avec un bilan équilibré (victoire 28 à 25 de Kiel en 2011 et victoire 28 à 23 de Madrid en 2012.)

### Meilleures performances
- Plus grand nombre de buts marqués :
  - En Espagne : 52 buts marqués face au SD Octavio Vigo lors de la 7e journée du Championnat d'Espagne 2011-2012 (52-27)[97],[98]
  - En Europe : 50 buts marqués face au HC Mamuli Tbilissi en 16e de finale aller de la Coupe de l'EHF masculine 1999-2000 (50-11)[154]
- Plus petit nombre de buts encaissés :
  - En Espagne : 14 buts encaissés face au CD Bidasoa lors de la 9e journée du Championnat d'Espagne 2003-2004 (22-14)[155]
  - En Europe : 11 buts encaissés face au HC Mamuli Tbilissi en 16e de finale aller de la Coupe de l'EHF masculine 1999-2000 (50-11)[154]
- Plus grande différence de but :
  - En Espagne : +19 buts face au BM Altea lors de la 17e journée du Championnat d'Espagne 2004-2005 (36-17)[30]
  - En Europe : +39 buts face au HC Mamuli Tbilissi en 16e de finale aller de la Coupe de l'EHF masculine 1999-2000 (50-11)[154]
- Meilleur buteur sur un match
  - 14 buts marqués par Hussein Zaky face au BM Valladolid lors de la Supercoupe d'Europe en 2004.

## Galeries

### Évolution du blason

Logo de l'ADC Caserio Vigón (1983-1992).
Logo du Club Balonmano Ciudad Real (?-?).
Logo de BM Ciudad Real (?-2011).
Logo du BM Atlético Madrid (2011-2013).

### Évolution du maillot
Depuis sa création en 1983, plusieurs maillots ont été utilisés par le club. Initialement vêtu de rouge, c'est en jaune que l'ADC Caserío Vigón évolue lors de sa première saison en Liga ASOBAL en 1992. Le club retrouve ensuite des couleurs rouges, mais c'est en blanc que le club évolue lors de la plupart des titres qu'il remporte en Espagne et en Europe, le noir étant de mise pour certains matchs à l'extérieur. Enfin, à la suite de son transfert à Madrid en 2011, l'équipe prend alors les couleurs de l'Atlético de Madrid, à savoir un maillot à rayures verticales rouges et blanches.
| Premier maillot | 1991-1992 | 1998-1999 | 2005-2006 | 2007-2008 | 2009-2010 | 2010-2011 | 2010-11 ext | 2011-2013 | 2011-13 ext |

### Infrastructures

Le Pabellón Santa María à Ciudad Real, salle de 2 000 places dans laquelle le club connait ses premières heures de gloire jusqu'en 2003.
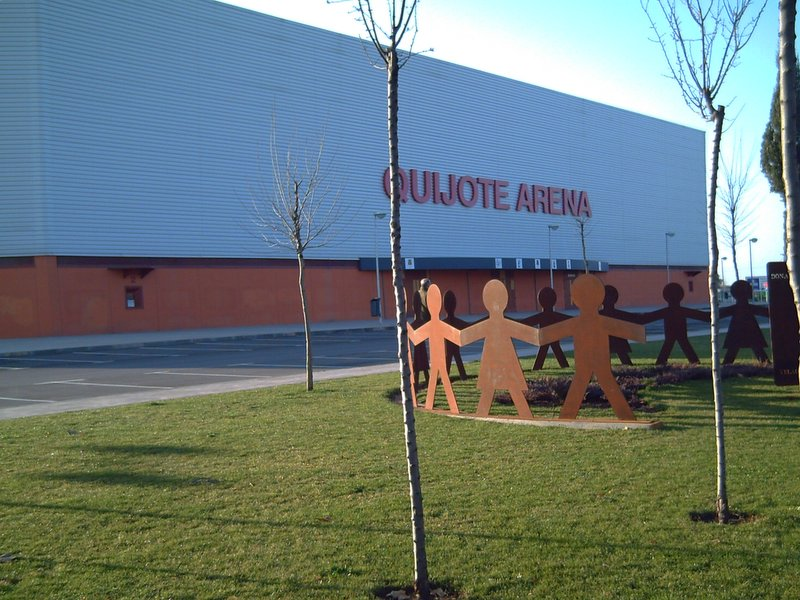
La Quijote Arena à Ciudad Real, salle de 5 863 places inaugurée le 28 décembre 2003 et où évolue le BM Ciudad Real entre 2003 à 2011.
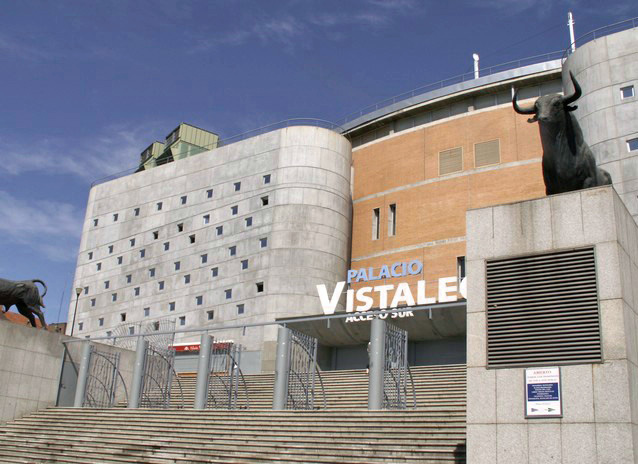
Le Palacio Vistalegre à Madrid, salle de 15 000 places où évolue le club lorsqu'il est devenu le BM Atlético Madrid entre 2011 et 2013.